# 斉藤壮馬
斉藤 壮馬（さいとう そうま、1991年4月22日 - ）は、日本の男性声優、シンガーソングライター。山梨県甲府市出身。81プロデュース所属。

## 経歴
高校生活に入って環境の変化に馴染めず、しばらく学校に行っていなかった時期があった。自宅で映画やアニメを見て過ごす時間の中で、『ぼくらの』の石田彰の演技をきっかけに、画面の「向こう側」への憧れを抱いていく。
2008年、第2回81オーディションに参加し、優秀賞を受賞した。
2009年、第33回全国高等学校総合文化祭において、朗読部門で審査員特別賞を受賞した。
高校卒業後、早稲田大学文学部に進学した。大学生活に加え、声優養成所に通っての練習、仕事、更に慣れない一人暮らしなど、全てをバランス良く続けられなくなったと判断し、一時学業に専念した。大学3年次に養成所に通い直す。学業と並行して通っていた81アクターズスタジオ時代、『剣と魔法と学園モノ。2G』でデビューした。
大学4年の時勉強が一段落し、2013年4月1日、81プロデュースジュニアに所属した。声優の仕事を本格的に始める。2014年春より放送されたテレビアニメ『ハイキュー!!』で山口忠役を務め注目を集める。同年夏に放送された『アカメが斬る!』のタツミ役で初主演を果たす。
2015年、第9回声優アワードで新人男優賞を受賞した。
2017年6月7日、SACRA MUSICの新人第1号としてソロアーティストデビューした。
2018年7月10日、アニメージュ第40回アニメグランプリ声優部門でグランプリを受賞した。
2019年、第13回声優アワードでヒプノシスマイクとして歌唱賞を受賞。2019年7月10日、アニメージュ第41回アニメグランプリ声優部門でグランプリを受賞した。
2022年、第16回声優アワードで歌唱賞を受賞した。2022年9月発売の文芸誌『スピン』で自身初となる小説「いさな」を発表。
2023年6月30日、所属事務所の公式サイトで結婚を報告した。

## 人物
趣味は、読書・楽器演奏（ギター）・散歩・料理。好きな飲み物はポカリスエット。企画でポカリスエットのパウダー・ペットボトル・245ml缶・340ml缶の違いを当てる「利きポカリ」に挑戦した際、全問正解した。好きな食べ物は寿司、焼肉、ラーメン、天ぷらなどで本人曰く子供舌。嫌いな食べ物は納豆。
先輩声優である松岡禎丞とは初主演作品『アカメが斬る!』で共演した際に、松岡が演じたラバックの名前を斉藤が叫ぶシーンについてアフレコ終了時に松岡から「あの叫びを聴いて託せると思った」と言われ「初主演で出来ないことも多い時にその言葉を貰えて嬉しかった」と語っており、松岡を「兄貴」と形容するほど慕ってはいるものの、尊敬のせいか堅い敬語が抜けず松岡からは「仲のいい声優(?)」と斉藤のいないラジオで称されている。
声優界きっての読書家としても有名で、書籍に関するコーナー連載・「本にまつわるエトセトラ」を連載していた。好きな作家の名前として、舞城王太郎、中島らも、筒井康隆などの名前を挙げている。小説やエッセイに限らず、漫画もよく読むと明かしている。また、好きなミュージシャンにはザ・ヴァインズ、エリオット・スミス、Good Dog Happy Menやフジファブリック等を挙げている。

## 出演
太字はメインキャラクター。

### テレビアニメ
2011年
- 戦国☆パラダイス -極-（立花宗茂）
- プリティーリズム・オーロラドリーム（レポーター）

2013年
- イナズマイレブンGO ギャラクシー（ルスラン・カシモフ）
- キルラキル（一ツ星生徒）
- 銀河機攻隊 マジェスティックプリンス（2号機パイロット、通信士）
- サーバント×サービス（客B）
- 東京レイヴンズ（生徒）
- のんのんびより（迷子センター職員）
- プリティーリズム・レインボーライブ（男子学生）
- ポケットモンスター ベストウイッシュ シーズン2 デコロラアドベンチャー（街の人）
- やはり俺の青春ラブコメはまちがっている。（広報男子、白組男子）

2014年
- アカメが斬る!（タツミ）
- アルドノア・ゼロ（詰城祐太朗） - 2025年に総集編『アルドノア・ゼロ（Re+）』劇場上映
- ウィザード・バリスターズ 弁魔士セシル（生瀬正人）
- 怪盗ジョーカー（2014年 - 2016年、シャドウ・ジョーカー） - 4シリーズ
- 神々の悪戯（男子生徒A）
- 残響のテロル（ツエルブ / 久見冬二）
- シドニアの騎士（赤井持国、操縦士、議員）
- そにアニ -SUPER SONICO THE ANIMATION-（客B、カメラマンA）
- トライブクルクル（2014年 - 2015年、天宝院ユヅル）
- のうりん（生徒）
- ハイキュー!!（2014年 - 2020年、山口忠） - 5シリーズ / 2015年に総集編『終わりと始まり』『勝者と敗者』劇場上映
- 幕末Rock（正義隊）
- フューチャーカード バディファイト（2014年 - 2018年、龍炎寺タスク、電子忍者 紫電、伝説の勇者 タスク 他） - 5シリーズ
- ポケットモンスター XY（助手）
- 魔法科高校の劣等生（2014年 - 2024年、五十里啓） - 3シリーズ
- 弱虫ペダル（館林元成） - 2シリーズ
- レディ ジュエルペット（カレー王子）

2015年
- 機動戦士ガンダム 鉄血のオルフェンズ（2015年 - 2017年、ヤマギ・ギルマトン） - 2シリーズ
- 境界のRINNE（2015年 - 2017年、架印、悪霊C） - 3シリーズ
- ケイオスドラゴン 赤竜戦役（スァロゥ・クラツヴァーリ）
- 冴えない彼女の育てかた（加藤圭一）
- 四月は君の嘘（観客）
- ダイヤのA シリーズ（2015年 - 2019年、向井太陽） - 2シリーズ
- ダンジョンに出会いを求めるのは間違っているだろうか（2015年 - 2025年、ヘルメス） - 4シリーズ
- Dance with Devils（鉤貫レム）
- 探偵チームKZ事件ノート（若武和臣）
- プラスティック・メモリーズ（マックス）
- 山田くんと7人の魔女（渋谷敬吾）
- 六花の勇者（アドレット）

2016年
- 亜人（琴吹武）
- アルスラーン戦記 風塵乱舞（ジムサ）
- クオリディア・コード（朱雀壱弥）
- 12歳。〜ちっちゃなムネのトキメキ〜（高尾優斗） - 2シリーズ
- 少女たちは荒野を目指す（中嶋、扇光輝）
- D.Gray-man HALLOW（トクサ）
- ディバインゲート（アオト）
- 刀剣乱舞-花丸-（2016年 - 2018年、鯰尾藤四郎、鶴丸国永） - 2シリーズ
- 91Days（コルテオ）
- はがねオーケストラ（クリス）
- バッテリー（吉貞伸弘）
- ハルチカ〜ハルタとチカは青春する〜（上条春太）
- ブブキ・ブランキ（野々柊） - 2シリーズ
- PERSONA5 the Animation -THE DAY BREAKERS-（巻上尚也）
- マギ シンドバッドの冒険（ヴィッテル）
- WWW.WORKING!!（斉藤大地）

2017年
- 風夏（三笠真琴）
- ハンドシェイカー（タヅナ / 高槻手綱）
- ロクでなし魔術講師と禁忌教典（グレン＝レーダス）
- 正解するカド（花森瞬）
- 笑ゥせぇるすまんNEW（出社伊夜太）
- ソード・オラトリア ダンジョンに出会いを求めるのは間違っているだろうか外伝（ヘルメス）
- GRANBLUE FANTASY The Animation（フェザー）
- 地獄少女 宵伽（男子生徒）
- バチカン奇跡調査官（ローレン・ディルーカ）
- 活撃 刀剣乱舞（鶴丸国永）
- 異世界はスマートフォンとともに。（2017年 - 2023年、リオン・ブリッツ） - 2シリーズ
- Infini-T Force（キャシャーン / 東鉄也）
- TSUKIPRO THE ANIMATION（2017年 - 2021年、奥井翼、翼） - 2シリーズ
- キノの旅 -the Beautiful World- the Animated Series（エルメス）
- DYNAMIC CHORD（榛名宗太郎）

2018年
- アイドリッシュセブン（2018年 - 2023年、九条天） - 4シリーズ
- サンリオ男子（水野祐）
- ダメプリ ANIME CARAVAN（リュゼ）
- ダーリン・イン・ザ・フランキス（9'α）
- ポプテピピック（2018年 - 2021年、ポプ子〈第9話Bパート / 再放送・リミックス版第3話Bパート〉）
- イナズマイレブン アレスの天秤（2018年 - 2019年、氷浦貴利名） - 2シリーズ
- ピアノの森（2018年 - 2019年、一ノ瀬海） - 2シリーズ
- Caligula -カリギュラ-（イケP）
- フューチャーカード 神バディファイト（天占竜 クロス・アストルギア、龍炎寺タスク）
- レイトン ミステリー探偵社 〜カトリーのナゾトキファイル〜（2018年 - 2019年、ルーク・トライトン）
- キャプテン翼（第4作）（2018年 - 2024年、三杉淳） - 2シリーズ
- 千銃士（ヒデタダ）
- 働くお兄さん!の2!（ノ淵一郎タ、ノ淵二郎タ、ノ淵タカシ）
- つくもがみ貸します（権平）
- SSSS.GRIDMAN（内海将） - 2023年に劇場総集編公開
- ガイコツ書店員 本田さん（本田さん、本田 母・妹・友人・父、俳優本田）
- BANANA FISH（ラオ・イェン・タイ）

2019年
- W'z《ウィズ》（タヅナ / 高槻手綱）
- revisions リヴィジョンズ（浅野慶作）
- 今日もツノがある（ネッシー、オリオン座、丸っこい生き物）
- ジョジョの奇妙な冒険 黄金の風（ヴィネガー・ドッピオ / 電話の声）
- グリムノーツ The Animation（ルートヴィッヒ・グリム）
- KING OF PRISM -Shiny Seven Stars-（太刀花ユキノジョウ）
- スタミュ（冬沢亮）
- あんさんぶるスターズ!（葵ひなた、葵ゆうた）
- うちの娘の為ならば、俺はもしかしたら魔王も倒せるかもしれない。（グレゴール）
- BEM（ダリル・ブライソン）
- スター☆トゥインクルプリキュア（2019年 - 2020年、ロロ）
- 歌舞伎町シャーロック（2019年 - 2020年、京極冬人）
- あひるの空（2019年 - 2020年、常盤時貴）
- アニ×パラ〜あなたのヒーローは誰ですか〜（秋月龍之介）
- アフリカのサラリーマン（ツル）

2020年
- 空挺ドラゴンズ（ジロー）
- ＜Infinite Dendrogram＞-インフィニット・デンドログラム-（レイ・スターリング〈椋鳥玲二〉）
- うちタマ?! 〜うちのタマ知りませんか?〜（岡本タマ）
- number24（本郷円）
- ダーウィンズゲーム（シンジ）
- 推しが武道館いってくれたら死ぬ（冬太朗）
- 天晴爛漫!（アル・リオン）
- 啄木鳥探偵處（吉井勇）
- 『ヒプノシスマイク -Division Rap Battle-』Rhyme Anima（2020年 - 2023年、夢野幻太郎） - 2シリーズ
- 憂国のモリアーティ（2020年 - 2021年、ウィリアム・ジェームズ・モリアーティ） - 2シリーズ
- 池袋ウエストゲートパーク（140★流星）

2021年
- たとえばラストダンジョン前の村の少年が序盤の街で暮らすような物語（ショウマ）
- EX-ARM エクスアーム（夏目アキラ）
- スケートリーディング☆スターズ（久遠寺夢空）
- アイ★チュウ（斑尾巽）
- 五等分の花嫁 シリーズ（2021年 - 2024年、武田） - 3シリーズ
- 赤ちゃん本部長（西浦）
- オッドタクシー（田中）
- Fairy蘭丸〜あなたの心お助けします〜（宗次）
- バクテン!!（竜ヶ森恭一）
- 蜘蛛ですが、なにか?（クニヒコ / 田川邦彦）
- 灼熱カバディ（右藤大元）
- 遊☆戯☆王SEVENS（ユウラン）
- RE-MAIN（網浜秀吾）
- 月が導く異世界道中（2021年 - 2024年、御剣 / ランサー） - 2シリーズ
- メガトン級ムサシ（2021年 - 2023年、浅海輝） - 2シリーズ
- さんかく窓の外側は夜（迎系多）
- 吸血鬼すぐ死ぬ（2021年 - 2023年、マナー違反） - 2シリーズ

2022年
- オリエント（鐘巻小次郎） - 2シリーズ
- 東京24区（クナイ）
- 佐々木と宮野（宮野由美）
- 天才王子の赤字国家再生術（ウェイン・サレマ・アルバレスト）
- 永遠の831（浅野スズシロウ）
- かぐや様は告らせたい-ウルトラロマンティック-（イケメンB）
- ヒロインたるもの!〜嫌われヒロインと内緒のお仕事〜（YUI）
- 社畜さんは幼女幽霊に癒されたい。（今週の「可愛い。」担当）
- Engage Kiss（緒方シュウ）
- RWBY 氷雪帝国（ライ・レン）
- ようこそ実力至上主義の教室へ（2022年 - 2024年、南雲雅） - 2シリーズ
- 後宮の烏（郭皓）
- ブルーロック（2022年 - 2024年、千切豹馬） - 2シリーズ
- ヒューマンバグ大学 -不死学部不幸学科-（ジャック）
- 悪役令嬢なのでラスボスを飼ってみました（ゼームス・シャルル）
- 4人はそれぞれウソをつく（関根〈男子〉）
- デュエル・マスターズ WIN（キャッシュ）

2023年
- UniteUp!（2023年 - 2025年、大月凛） - 2シリーズ
- 最強陰陽師の異世界転生記（レイナス）
- 魔法少女マジカルデストロイヤーズ（SHOBON）
- 鬼滅の刃 刀鍛冶の里編（哀絶）
- るろうに剣心 -明治剣客浪漫譚- (2023)（2023年 - 2025年、緋村剣心） - 2シリーズ
- シュガーアップル・フェアリーテイル（賊 / グラディス / ラファル・フェン・ラファル）
- アンデッドガール・マーダーファルス（ジャック）
- ビックリメン（フェニックス / ヘッドロココ / スーパーマリスロココ、クロ）
- BEYBLADE X（2023年 - 2025年、黒須エクス）

2024年
- 休日のわるものさん（ルーニー）
- 戦国妖狐（迅火、山戸猛） - 2シリーズ
- 七つの大罪 黙示録の四騎士（キオン） - 2シリーズ
- 外科医エリーゼ（ミハイル・ド・ロマノフ）
- 刀剣乱舞 廻 -虚伝 燃ゆる本能寺-（鯰尾藤四郎、鶴丸国永）
- アストロノオト（宮坂拓己）
- エグミレガシー（うっかりハチベー、しっかりハチベー）
- 黄昏アウトフォーカス（吉乃詩音）

2025年
- ＃コンパス2.0 戦闘摂理解析システム（零夜）
- 機動戦士Gundam GQuuuuuuX（マリガン） - 2025年に劇場先行版が公開
- WIND BREAKER Season 2（榊晴竜）
- 九龍ジェネリックロマンス（小黒〈青年〉）
- 傷だらけ聖女より報復をこめて (スウェン・ジード＝クロウン）
- 東島丹三郎は仮面ライダーになりたい（島村三葉）
- 友達の妹が俺にだけウザい（小日向乙馬）
- SI-VIS: The Sound of Heroes（JUNE）

2026年
- 穏やか貴族の休暇のすすめ。（リゼル）

### 劇場アニメ
2015年
- 音楽少女（司会者）

2016年
- KING OF PRISMシリーズ（2016年 - 2025年、太刀花ユキノジョウ） - 5作品
- 亜人 -衝突-（琴吹武）
- 劇場版マジェスティックプリンス 覚醒の遺伝子（セイ・ユズリハ）

2017年
- 夜明け告げるルーのうた（国夫）
- Dance with Devils-Fortuna-（鉤貫レム）

2018年
- 劇場版Infini-T Force/ガッチャマン さらば友よ（キャシャーン / 東鉄也）

2019年
- 劇場版 ダンジョンに出会いを求めるのは間違っているだろうか -オリオンの矢-（ヘルメス）
- キミだけにモテたいんだ。（古田時夫）

2020年
- 思い、思われ、ふり、ふられ（乾和臣）
- モンスターストライク THE MOVIE ルシファー 絶望の夜明け（ノア）
- まるだせ金太狼（小野寺真琴）
- HoneyWorks 10th Anniversary "LIP×LIP FILM×LIVE"（YUI）

2021年
- 機動戦士ガンダム 閃光のハサウェイ（2021年 - 、レーン・エイム） - 2作品

2022年
- あんさんぶるスターズ!!-Road to Show!!-（葵ひなた）
- 映画 オッドタクシー イン・ザ・ウッズ（田中）
- 映画 五等分の花嫁（武田）
- 映画 バクテン!!（竜ヶ森恭一）

2023年
- 映画 佐々木と宮野ー卒業編ー（宮野由美）
- グリッドマン ユニバース（内海将）
- 劇場版アイドリッシュセブン LIVE 4bit BEYOND THE PERiOD（九条天）
- 劇場版 Collar×Malice -deep cover-（榎本峰雄） - 前後編

2024年
- BLOODY ESCAPE -地獄の逃走劇-（クルス）
- 劇場版ハイキュー!! ゴミ捨て場の決戦（山口忠）
- 劇場版ブルーロック -EPISODE 凪-（千切豹馬）

### OVA
2013年
- にじいろ☆プリズムガール（スタッフ） - 『ちゃお』2013年11月号付録
- ナゾトキ姫は名探偵♥（斗野梓） - 『ちゃお』2014年2月号付録、コミックス第7巻アニメDVD付特装版

2014年
- 12歳。（高尾優斗） - 『ちゃお』2014年5月号付録
- ファンタジスタ ステラ（マルコ・クオーレ） - コミックス第8巻OVA付限定版
- 今際の国のアリス  - コミックス第13巻DVD付き限定版
- マギ シンドバッドの冒険（ヴィッテル） - コミックス第5 - 7巻OVA付き特別版

2015年
- ハイキュー!!（山口忠） - コミックス第15巻アニメDVD付予約限定版
- 山田くんと7人の魔女（渋谷敬吾） - コミックス第17巻OAD付き限定版

2016年
- OVA ダンジョンに出会いを求めるのは間違っているだろうか（2016年 - 2021年、ヘルメス） - 2作品

2017年
- ブラッククローバー（ユノ） - ジャンプスペシャルアニメフェスタ2016上映作品

2018年
- バチカン奇跡調査官 ジェヴォーダンの鐘（ローレン） - 文庫第17巻アニメDVD同梱版

2019年
- 蒼穹のファフナー THE BEYOND（2019年 - 2021年、マリス・エクセルシア）

2020年
- ストライク・ザ・ブラッド IV（吸血王）

2021年
- ダンジョンに出会いを求めるのは間違っているだろうかIII（ヘルメス）

2022年
- 佐々木と宮野（宮野由美） - コミックス第9巻アニメDVD付特装版

2023年
- スタンドマイヒーローズ WARMTH OF MEMORIES（宝生潔）

2024年
- コードギアス 奪還のロゼ（アーノルド・レンク）

### Webアニメ
2010年代
- ホイッスル!（ボイスリメイク版）（2017年、李潤慶）
- 約束の七夜祭り（2018年、三波羅星真）
- 珈琲いかがでしょう（2018年、青山一）
- モンスターストライク（2019年、ノア）
- ガンダムビルドダイバーズRe:RISE（2019年 - 2020年、仮面の男 / シドー・マサキ） - 2シリーズ

2020年代
- リッチ警官キャッシュ！〜ゼロの事件簿〜（2021年 - 2023年、キャッシュ）
- 終末のワルキューレ（2021年、アダム）
- Pokémon Evolutions（2021年、シン）
- コタローは1人暮らし（2022年、青田）
- サイバーパンク エッジランナーズ（2022年、ジュリオ）
- ブルーロック あでぃしょなる・たいむ!（2022年、千切豹馬）
- 幼なじみのカルボウ（2024年、ユウト〈トレーナー〉）

時期未定
- よしまほ（ヴィー）

### ゲーム
2010年
- 剣と魔法と学園モノ。2G（リモン）
- SANGOKU CHAOS 〜三国CHAOS〜（趙雲）

2011年
- スタープロジェクト（長谷川優希、坂本竜司）

2014年
- グランブルーファンタジー（2014年 - 2023年、フェザー、鶴丸国永）
- 声カレ〜放課後キミに会いに行く〜（結城奏）
- 三国志パズル大戦（朱然、華陀）
- 12歳。（2014年 - 2017年、高尾優斗） - 3作品
- シチュエーションカレシ第六弾「ガッコウで××しよ?」（和葉）
- 白猫プロジェクト（ビート）
- にゃんらぶ〜私の恋の見つけ方〜（村主拓馬）
- ハイキュー!!（2014年 - 2016年、山口忠） - 2作品
- 幕末Rock（隊士）
- 幕末Rock 超魂（残党武士）
- 魔法科高校の劣等生 Out Of Order（五十里啓）
- LOVE DEATH（白鐘北斗）
- ロストディメンション（マルコ・バルバート）

2015年
- アイ★チュウ（斑尾巽）
- アイドリッシュセブン（2015年 - 2024年、九条天）
- アルカディアの蒼き巫女
- あんさんぶるスターズ！（2015年 - 2020年、葵ひなた、葵ゆうた）
- 憂世ノ志士・憂世ノ浪士（坂本龍馬 / 男主人公C、沖田芳次郎 / 男主人公C） - 2作品
- 王宮のトリップテーラー（プレッツェル）
- 王子様とイケない契約結婚（ユーリ）
- 怪盗ジョーカー 時を超える怪盗と失われた宝石（シャドウ・ジョーカー）
- Cafe Cuillere 〜カフェ キュイエール〜（佐久間陽）
- クイズRPG 魔法使いと黒猫のウィズ（アキラ）
- 栽培少年（ストゥーク）
- ザクセスヘブン（弥勒将太郎、汐戸武史）
- 終天のトロイメライ（ファウスト）
- スマカレ（村雨欣ノ助）
- 征戦!エクスカリバー（ゼウス）
- DYNAMIC CHORD feat.Liar-S（榛名宗太郎）
- DAME×PRINCE（リュゼ）
- ツキノパーク（奥井翼）
- 帝国海軍恋慕情〜明治横須賀行進曲〜（深山峻晴）
- 東京乙女レストラン（山吹千尋）
- 刀剣乱舞 ONLINE（2015年 - 2023年、鯰尾藤四郎、鶴丸国永）
- ドラえもん のび太の宇宙英雄記（ハイド）
- BELIEVER!（神代海）
- フューチャーカード バディファイト 友情の爆熱ファイト!（龍炎寺タスク）
- POSSESSION MAGENTA（静間草太）
- 夢王国と眠れる100人の王子様（リッツ、ミル）
- LORD of VERMILION ARENA（LoVA）（エレメス＝ガイル）

2016年
- 一血卍傑-ONLINE-（アタゴテング）
- 逢魔が刻 〜かくりよの縁〜（常磐）
- Collar×Malice（榎本峰雄）
- Caligula -カリギュラ-（イケP）
- 鏡界の白雪（欠屋左慈）
- 源氏物語〜男女逆転恋唄〜（明石）
- コード・オブ・ジョーカーS（霧谷紫雨、烈槍・ゲイボルグ）
- ＼コメプリ／（白鳥巧人）
- サンリオ男子 〜わたし、恋を、知りました。〜（水野祐）
- 少女たちは荒野を目指す
- スマッシュドラグーン（主人公タイプ4）
- DYNAMIC CHORD feat.Liar-S Append Disc（榛名宗太郎）
- Dance with Devils（鉤貫レム）
- ディバインゲート（アオト）
- 12オーディンズ（グレン）
- .hack//New World（瞬突の双聖ジェット）
- 灰鷹のサイケデリカ（レビ）
- 文豪とアルケミスト（江戸川乱歩）
- マフィアモーレ☆（リディオ）
- 夢色キャスト（灰羽拓真）
- リゾートへようこそ 〜総支配人は恋をする〜（丘野水鳥）
- ワールド オブ ファイナルファンタジー（ラァン）
- ワールドクロスサーガ -時と少女と鏡の扉-（ジャック）

2017年
- あやかしむすび（幽玄カスミ）
- 嘘月シャングリラ（ハティ）
- 王子様のプロポーズ Eternal Kiss（オリバー・バトン）
- CARAVAN STORIES（ラルフ、智剣ラルフ）
- KING OF PRISM プリズムラッシュ！LIVE（太刀花ユキノジョウ）
- グリムノーツ（ルートヴィッヒ・グリム、ロミオ、シャドウ・ロミオ）
- 黒騎士と白の魔王（犬神）
- 幻想神域リンクオブハーツ（テュール）
- Shadowverse（2017年 - 2023年、ポルックス、轟雷の悪魔、スタービショップ、栄華のプリンス、風来の絵描き、アーレイン、ヴァイス）
- 白猫テニス（ヒロ）
- 真・女神転生 DEEP STRANGE JOURNEY（アンソニー）
- スタンドマイヒーローズ（宝生潔）
- 戦刻ナイトブラッド（河合曾良）
- ダンジョンに出会いを求めるのは間違っているだろうか 〜メモリア・フレーゼ〜（ヘルメス）
- ツキノパラダイス。（奥井翼）
- ディアマジ -魔法少年学科-（火之宮カイト）
- フューチャーカード バディファイト 目指せ!バディチャンピオン!（龍炎寺タスク）
- 桃源郷（蒼飛）
- LayereD Stories 0（ウィル）

2018年
- アイドリッシュセブン Twelve Fantasia!（九条天）
- イドラ ファンタシースターサーガ（ジャスパー）
- Cafe Cuillere 〜カフェ キュイエール〜（佐久間陽）
- Collar×Malice -Unlimited-（榎本峰雄）
- Caligula Overdose -カリギュラ オーバードーズ-（イケP）
- キャプテン翼ZERO 〜決めろ！ミラクルシュート〜（三杉淳）
- グラフィティスマッシュ（ゼノ）
- クロノマギア（如月ナイト）
- CharadeManiacs（明瀬キョウヤ）
- シンエンレジスト（シャダル）
- 神撃のバハムート（エイデン）
- 世界樹の迷宮X（ロブ）
- 千銃士（ヒデタダ）
- DYNAMIC CHORD JAM&JOIN!!!!（榛名宗太郎）
- Dance with Devils My Carol（鉤貫レム）
- Choice×Darling-チョイダリ（納西智昭）
- ドラガリアロスト（アラン、タロウ）
- なむあみだ仏っ!-蓮台 UTENA-（多聞天、難陀龍王、毘沙門天）
- パズルカフェ（湖倉雅人）
- 花園学園（プレイヤー）
- パレットパレード（ゴーギャン）
- フォルティッシモ（成本理）
- プレカトゥスの天秤（ユーグ・フィルップラ）
- メガスマッシュ（主人公）
- 妖怪ウォッチ ぷにぷに（氷浦貴利名）
- ワールド オブ ファイナルファンタジー マキシマ（ラァン）

2019年
- 干支かれ〜十二支に猫が漏れた理由〜（燐）
- ブラウンダスト（アデル）
- 禍つヴァールハイト（ファントム）
- ファンタジーライフ オンライン（ネク）
- 最果てのバベル（イタク）
- オトメ勇者（メグレス）
- クリムゾンクラン（谷悠真）
- ツキノワールド（奥井翼）
- BORDER BREAK（エメット、ミゲール、イクス）
- アルカ・ラスト 終わる世界と歌姫の果実（アルヴァロ）
- イケメンヴァンパイア 偉人たちと恋の誘惑（ヴラド）
- ブラックスター -Theater Starless-（メノウ）
- Borderlands 3（トロイ・カリプソ）
- ステップライド（久遠皓）
- ロストアーカイブ（プラトン）
- ＃コンパス 戦闘摂理解析システム（零夜）
- とある魔術の禁書目録 幻想収束（雷神トール）
- 星鳴エコーズ（詩守曜）
- SDガンダム GGENERATION CROSSRAYS（ヤマギ・ギルマトン）
- 紙謎 未来からの想いで（トキオ）
- Fate/Grand Order（キリシュタリア・ヴォーダイム）

2020年
- グランドサマナーズ（オーヴェル）
- モンスターハンター ライダーズ（ハルシオン）
- UNDER NIGHT IN-BIRTH Exe:Late［cl-r］（ロンドレキア）
- あんさんぶるスターズ!! Basic / Music（2020年 - 2023年、葵ひなた、葵ゆうた） - 2作品
- ヒプノシスマイク-Alternative Rap Battle-（2020年 - 2023年、夢野幻太郎）
- ビルシャナ戦姫 〜源平飛花夢想〜（春玄）
- ジョジョのピタパタポップ（ヴィネガー・ドッピオ）
- アイ★チュウ Étoile Stage（斑尾巽）
- ブリガンダイン ルーナジア戦記（ルビーノ四世）
- 百華繚乱センゴクスタァ（ジロー）
- キャプテン翼 RISE OF NEW CHAMPIONS（三杉淳）
- アークナイツ（レオンハルト）
- 原神（重雲）
- KAMEN RIDER memory of heroez（仮面ライダーバース〈後藤慎太郎〉）
- サクラ革命 〜華咲く乙女たち〜（ベリアル）
- ファンタジア・リビルド（グレン＝レーダス）
- デジモンリアライズ（夏八木カズマ）
- ワールドフリッパー（レイラス）

2021年
- ロンドン迷宮譚（フィリップス）
- 食物語（楚夷花糕）
- ソード&ブレイド（劉正風）
- 三国志大戦（陳琳）
- ラグナロクオリジン（フギン）
- 幻獣レジェンド -百妖志-（青龍、玄武、孫悟空）
- 君は雪間に希う（桜太郎）
- コードギアス Genesic Re;CODE（2021年 - 2022年、アーサー・ホームズ）
- 英雄伝説 黎の軌跡（アルベール）
- 恋愛戦国ロマネスク 〜影武者姫は運命をあやなす〜（徳川家康）
- 終遠のヴィルシュ -ErroR:salvation-（イヴ）
- スーパーロボット大戦30（内海将）
- テイルズ オブ ルミナリア（マクシム・アセルマン）
- メガトン級ムサシ（浅海輝）
- 共闘ことばRPG コトダマン（2021年 - 2023年、山口忠、千切豹馬）

2022年
- ブレイブリーデフォルト ブリリアントライツ（スティール・フランクリン）
- 刀剣乱舞無双（鯰尾藤四郎、鶴丸国永）
- 夢職人と忘れじの黒い妖精（エスト）
- ポケモンマスターズEX
- eBASEBALLパワフルプロ野球2022（友沢亮）
- ファイアーエムブレム無双 風花雪月（シャハド）
- DNF DUEL（スイフトマスター）
- #コンパス ライブアリーナ（2022年 - 2023年、零夜）
- 天獄ストラグル -strayside-（宇賀菊之助）
- ジョジョの奇妙な冒険 オールスターバトルR（ヴィネガー・ドッピオ）
- みんなで早押しクイズ（大咲アオイ）
- 英雄伝説 黎の軌跡 II -CRIMSON SiN-（リオン・バルタザール）
- ノーモア★ヒーローズ3（NTカムイ）
- 機動戦士ガンダム U.C. ENGAGE（レーン・エイム）
- たとえばラストダンジョン前の村の少年が序盤の街で暮らすような物語〜ドタバタ英雄譚〜（ショウマ）
- SDガンダム バトルアライアンス（レーン・エイム） - DLC追加キャラクター
- 機動戦士ガンダム 鉄血のオルフェンズG（ヤマギ・ギルマトン）
- パズル&ドラゴンズ（2022年 - 2025年、ヴィネガー・ドッピオ、レーン・エイム）

2023年
- 悪魔執事と黒い猫（シノノメ・ユーハン）
- 結合男子（礬里藍参）
- ダンジョンに出会いを求めるのは間違っているだろうか バトル・クロニクル（ヘルメス）
- 終遠のヴィルシュ -EpiC:lycoris-（イヴ）
- ドラゴンクエストモンスターズ3 魔族の王子とエルフの旅（リュノ）
- タワーオブスカイ（ミオク）

2024年
- 泡沫のユークロニア（淡雪）
- ライドカメンズ（高塔雨竜 / 仮面ライダー塔竜）
- REYNATIS/レナティス（鯨井三千郎）
- 聖剣伝説 VISIONS of MANA（シリュウ）
- ファミコン探偵倶楽部 笑み男（佐々木英介）
- 英雄伝説 界の軌跡 -Farewell, O Zemuria-（リオン・バルタザール）
- Honey Vibes（テオ）
- BEYBLADE X XONE（黒須エクス）
- エンバーストーリア（ケイオス）

2025年
- アイアンサーガVS（佐伯楓）
- 龍の国 ルーンファクトリー（フブキ）
- 18TRIP（千代田礼人、サロモン）

2026年
- デカポリス（ハーバード・マークス）

時期未定
- 東京ディバンカー（伊達悠真）
- アウタープレーン（ケイ）
- コードジェム（蒼炎）

### ドラマCD
- 青い春の音がきこえる 第1 - 4巻（吉宗杁弥[401]）
- アクターズハイ トレーディングドラマCDコレクション ココから始まるAtoZ 第1弾・第2弾（秋好若葉[402]）
- アクマに囁かれ魅了される シリーズ（鉤貫レム）
  - アクマに囁かれ魅了されるCD 「Dance with Devils -EverSweet- 」 Vol.1 レム[403]
  - アクマに囁かれ魅了されるCD 「Dance with Devils -Charming Book- 」 Vol.1 レム[404]
  - アクマに囁かれ魅了されるCD 「Dance with Devils -Twin Lead- 」 Vol.1 レムvsリンド[405]
- エブ★ラジ ドラマCDシリーズ「放送禁止。」（都築[406]）
- 桜龍（榊原仁[407]）
- 穏やか貴族の休暇のすすめ vol.1 - 2（リゼル[408]）
- おとどけカレシ Cherish（成瀬律[409]）
- 乙女のどんな悩みも100％解決!大天狗様の超絶甘やかしドラマCD（大天狗様[410]） - チーズ！2019年9月号付録ドラマCD
- 俺様レジデンス ―西園寺三兄弟― シリーズ（西園寺玄）
  - 俺様レジデンス ―西園寺三兄弟―[411]
  - 俺様レジデンス ―西園寺三兄弟― Vol.3 西園寺玄[412]
  - 俺様レジデンス ―有栖川 VS 西園寺― Side：西園寺[413]
  - 俺様レジデンス ―有栖川 VS 西園寺― 有栖川三織[414]
  - 俺様レジデンス CRAZY×ALIVE!! Side：CRAZY[415]
  - 俺様レジデンス CRAZY×ALIVE!! Side：ALIVE[416]
  - 俺様レジデンス LOVE or FATE[417]
- 怪盗ジョーカー ミラクルくるくるキャンペーン新作エピソードドラマCD「輝く夜は電波にのって」（シャドウ・ジョーカー[418]）
- 学園キノ（2020年、エルメス） - 『キノの旅 -the Beautiful World- the Animated Series』BD BOX特典CD[419]
- カフェキュイドラマCDシリーズ Premier souvenirs II 〜陽&湊〜（咲久間陽[420]）
- Collar×Malice シリーズ（榎本峰雄）
  - Collar×Malice 〜怪盗アドニスからの挑戦状〜[421]
  - Collar×Malice 〜笹塚尊 誘拐事件〜[422]
- カレに死ぬまで愛されるCD ミッドナイトキョンシー 天頂遊戯 第七ノ封印（初々[423]）
- 機動戦士ガンダム 鉄血のオルフェンズ EPISODE DRAMA 弐（ヤマギ・ギルマトン[424]）
- クイーンズ・クオリティ（堀北玖太郎）  - ベツコミ3月号付録ドラマCD、コミックス第11巻ドラマCD付き特装版[425]
- CRAZY CIRCUS Vol.05 瀬名（瀬名[426]）
- ケイオスドラゴン 赤竜戦役 赤の章（スアロー[427]）
- 劇的奇想音盤 艶漢（石ノ森大介[428]）
- 元号男子 vol.1 - 2（令和[429]）
- 源氏物語〜男女逆転恋唄〜 シリーズ（明石）
  - ドラマCD 源氏物語〜男女逆転恋唄〜 縁之巻 / 調之巻[430]
  - キャラクターCD 源氏物語〜男女逆転恋唄〜 頭中将之巻 / 明石之巻[431]
  - 恋敵CD『源氏物語〜男女逆転恋唄〜 夕顔×明石』[432]
- 恋と呼ぶには気持ち悪い（天草亮） - コミックス第4巻ドラマCD付き特装版[433]
- 佐々木と宮野 シリーズ（宮野由美）
  - 佐々木と宮野[434]
  - 月刊コミックジーン2月号付録ドラマCD[435]
  - 月刊コミックジーン11月号付録ドラマCD[436]
  - 佐々木と宮野 Vol.2[437]
- 81レーベル第1弾 81プロデュース35周年記念企画オーディオドラマCD 「紫電改のタカ」（滝城太郎[438]）
- 将国のアルタイル Blu-ray&DVD BOX Vol.1 完全生産限定版 オリジナルドラマCD「往復書簡」（オアシスの町のクラック[439]）
- SCRAMBLE BIRTH DAY（木波エイチ[440]）
- スケートリーディング☆スターズ キャラクタードラマCD Vol.02（久遠寺夢空[441]）
- スタミュ フォースドラマCD（冬沢亮[442]）
- 全力少年達のとりあいCD 1年生ユニット タイガ&トア（佐伯タイガ[443]）
- DYNAMIC CHORD シリーズ（榛名宗太郎）
  - DYNAMIC CHORD vocalシリーズvol.2 Liar-S - ドラマパートに出演
  - DYNAMIC CHORD shuffle CD Vol.3「TAMELILY」[444]
  - DYNAMIC CHORD Vacation Trip CD series Liar-S[445]
  - DYNAMIC CHORD love U kiss series vol.11 〜榛名宗太郎〜[446]
  - DYNAMIC CHORD shuffleCD series 2nd vol.1 TRYS[447]
- だんだらごはん（永倉新八[448]）
- 治癒魔法の間違った使い方 8.5 〜戦場を駆ける回復要員〜（ウサト[449]）
- ツキプロ シリーズ（奥井翼）
  - SolidS vol.1 - 4[450][451][452][453]
  - ツキプロフェスタin推しなモノ詰め！
  - SolidS ドラマ Vol.1 - 3[454][455][456]
  - ツキプロ×アニ店特急2017夏 全国盤[457]
  - SQ SolidS ドラマ Vol.4 - 6[458][459][460]
  - ツキプロ闇鍋ドラマ 1巻[461]
- ディア♥ヴォーカリスト Drama CD Survival Wars #1 - 6（ジュダ）[462][463][464]
- 東京カラーソニック!! シリーズ（宝田伊織）
  - 東京カラーソニック!! Prologue[465]
  - 東京カラーソニック!! Unit.2 伊織×春飛[466]
- DOLLS（千木良陽斗[467]） - 文庫版全巻購入特典ドラマCD
- 研ぎ師伊之助深川噺（笹野平五郎[468]）
- 友達の妹が俺にだけウザい（小日向乙馬[469]） - 4・5・7・8・9巻ドラマCD付き特装版
- 泥沼恋愛（真山透[470]）
- 仲吉商店街、恋の湯 営業中! 1 - 2（十條麻咲[471]）
- 七人の妖[472]
- number24 ドラマCD（本郷円[473]）
- にゃんらぶ〜私の恋の見つけ方〜 スペシャルドラマCD（村主拓馬） - イベント限定販売[474]
- ニンジャスレイヤー 聖なるヌンチャク ドラマCD付き特装版（エクスキューショナー[475]）
- PERFECTION NOISE シリーズ（一条瀬那[476]）
  - PERFECTION NOISE Episode.0
  - PERFECTION NOISE Vol.2 一条瀬那
  - PERFECTION NOISE Vol.4 来宮千智
- ハルチカ〜ハルタとチカは青春する〜 ドラマCD（上条春太[477]）
- 春待つ僕ら（宮本瑠衣）  - コミックス第7・9・12巻ドラマCD付き特装版、デザート7月号付録ドラマCD[478]
- ハンサム落語〜朧語り〜（黒依[479]）
- 未年だよ★羊でおやすみシリーズ sleep sleep sheep choice vol.3 〜大学生編〜（太輝[480]）
- ヒプノシスマイク-Division Rap Battle-（2017年 - 、夢野幻太郎[481]）
- ビルシャナ戦姫 〜源平飛花夢想〜 ドラマCD「道草綴り」（春玄[482]）
- フォルティッシモ シリーズ（成本理）
  - フォルティッシモ ドラマCD vol.1 Backstage Style[483]
  - フォルティッシモ サウンドストーリー Surprise Style[484]
- FlyME Project シリーズ（翳）
  - FlyME Project「MEDICODE」[485]
  - FlyME project ドラマCD「みんなでごはんっすよ!!」[486]
  - FlyME Project「GABBY」[487]
- 文豪とアルケミスト 朗読CD 第7 - 9弾（江戸川乱歩）
- POSSESSION MAGENTA ドラマCD Vol.1 - 3（静間草太[488]）
- 魔技科の剣士と召喚魔王 ドラマCD（林崎一樹[489]）
- Majestical cr[L]own Lesson4（ノエル[490]）
- まほう×少年×Days!!!!!（ユウキ）
  - まほう×少年×Days!!!!! 第1 - 2巻[491]
  - まほう×少年×Days!!!!! 遊園地に仕掛けられた黒い罠 ドラマCD付き[492]
- メイドが教える魔王学! ドラマCD「魔王とメイドの秘宝探検」（暗上院ミカゲ[493]）
- もっとカレと一緒におふとんでイチャイチャごろごろするCD〜Morning〜（紗紀[494]）
- もふドル シリーズ（東夏樹）
  - もふドル Vol.3[495]
  - もふドラ〜孤島殺もふ事件編〜[496]
- Loving House Vol.2（一ノ瀬侑李[497]）
- linJewelry Kiss Vol.3 月長晴（月長晴[498]）
- 龍の契〜紫と黄の焦燥〜（黄門優竜[499]）
- 朗読喫茶 噺の籠〜あらすじで聴く日本文学全集〜 第一弾[500]
- ロマンスコネクト Chat.6 元宮芹（元宮芹[501]）
- 四月一日さんには僕がたりない（佐津木立夏[502]）

### BLCD
2014年
- 新庄くんと笹原くん（男子生徒）
- バニラリゾート（八木）
- 虎穴ダイニング（レイジ）
- 傲慢王子 シリーズ（2014年－2017年、呉橋旭人）
  - 傲慢王子とシークレットラブ ※アニメイト限定版コミックス付属
  - 傲慢王子とプライベートキス ※アニメイト限定版のコミックスに付属
  - 傲慢王子とハネムーンイヴ ※アニメイト限定版のコミックスに付属

2015年
- DRAMAtical Murder DramaCD Vol.4（テオ）
- 鬼の王と契れ（矢背鴇守）
- 吐息はやさしく支配する（加原仁千佳）
- 年頃のオトコノコとアレ（桜井啓祐）
- ワルイ王子でもスキ（九重透）
- 妓楼の軍人（月里蓮）
- そんな目で見てくれ（根崎春）

2016年
- リンクス（中条忍）
- ギヴン－given－ シリーズ（2016年－2021年、佐藤真冬）
  - ギヴン－given－
  - ギヴン ※『Chéri+』2016年フユvol.19付録ミニドラマCD
  - ギヴン－given－2
  - ギヴン－given－2 Live edition
  - ギヴン ※『Chéri+』2017年9月号付録ミニドラマCD
  - ギヴン－given－3
  - ギヴン ※『Chéri+』2018年9月号付録ミニドラマCD
  - ギヴン－given－4
  - ギヴン－given－5
  - ギヴン－given－5 Live edition
  - ギヴン ※『Chéri+』2020年3月号付録ミニドラマCD

- 愛の裁きを受けろ！（蜂須賀郁）
  - 愛の罠にはまれ！

2017年
- MODS（2017年－2018年、シロ）
  - NIGHTS BEFORE NIGHT ※コミックスドラマCD付き特装版
  - NIGHTS BEFORE NIGHT

- ブルースカイコンプレックス second（2017年－2025年、寺島の中学生の同級生）
  - ブルースカイコンプレックス third（栗栖春臣）
  - ブルースカイコンプレックス fourth
  - ブルースカイコンプレックス fifth
  - ブルースカイコンプレックス sixth
  - ブルースカイコンプレックス seventh
  - ブルースカイコンプレックス番外編 インディゴブルーのグラデーション2
  - ブルースカイコンプレックス eighth
  - ブルースカイコンプレックス ninth

- 未知との遭遇（渋谷）
- クラックスター（ミオ）
- にいちゃん（2017年－2018年、ゆい）
  - FIFTH AVENUE 15th Anniversary Petit Drama CD [Team:F]

2018年
- きみは皮肉なキラキラ星（斉川歩)
- 百と卍 シリーズ（2018年－2019年、百樹）
  - 百と卍
  - 百と卍 2 ※アニメイト限定版のコミックスに付属
  - 百と卍 二
  - 百と卍 3 ※アニメイト限定版のコミックスに付属

- カッコウの夢（名塚省吾）
- 目を閉じても光は見えるよ（天羽光）
- 赤い糸の執行猶予（小幡裕樹）
- 好物はこっそりかくして腹のなか（ルーク）
- ラブネスト シリーズ（2018年－2022年、穂積匡人）
  - チェンジワールド ※『Dear+』2018年9月号付録ミニドラマCD
  - チェンジワールド
  - ラブネスト・上
  - ラブネスト ※『Dear+』2020年3月号付録ミニドラマCD
  - ラブネスト・下
  - ラブネスト・2nd・上
  - ラブネスト・2nd・下
  - ラブネスト・2nd ※『Dear+』2022年2月号付録ミニドラマCD

- テオ-THEO-（テオ）

2019年
- ノーカラーベイビー（眞白）
  - ノーカラーベイビー ※『Dear+』2019年3月号付録ミニドラマCD

- 落花流水のホシ（久瀬秋人）
- 佐々木と宮野 シリーズ（2019年－2022年、宮野由美）
  - 佐々木と宮野
  - 佐々木と宮野 Vol.2
  - 佐々木と宮野 ドラマCD Vol.1 TVアニメ
  - 佐々木と宮野 ドラマCD Vol.2 TVアニメ

- 酔いどれ恋をせず（諏訪水澄）
  - 酔いどれ恋をせず ※『Chéri+』2019年11月号付録ミニドラマCD

- 美しい彼 シリーズ（2019年－2023年、清居奏）
  - 美しい彼
  - 憎らしい彼
  - 悩ましい彼

- 愛しのXLサイズ シリーズ（2019年－2022年、山本蒼）
  - 愛しのXLサイズ
  - 愛しのXLサイズ・続
  - 愛しのXLサイズ・続々

- ララの結婚 シリーズ（2019年－2022年、ラムダン）
  - ララの結婚
  - ララの結婚 2
  - ララの結婚 3

2020年
- ダブル・スタンダード（日向リク）
- みだらな猫 シリーズ（2020年－2022年、三池悠一）
  - みだらな猫は爪を隠す
  - みだらな猫は甘く啼く
  - みだらな猫は吐息にとろける

- 恋する竜の島－白竜編－（樋川虹野）
- 少年の境界（ゆか）
- 嫌いでいさせて シリーズ（2020年－2025年、古賀雫斗）
  - 嫌いでいさせて
  - 嫌いでいさせて 2
  - 嫌いでいさせて ※3巻アニメイト限定セット
  - 嫌いでいさせて3
  - 嫌いでいさせて4
  - 嫌いでいさせて5
  - 嫌いでいさせて6

- 十二支色恋草子（2020年－2021年、古万乃胡太朗）
  - 十二支色恋草子 ※『Dear+』2020年2月号付録ミニドラマCD

- 25時、赤坂で（2020年－2025年、白崎由岐）
  - 25時、赤坂で2
  - 25時、赤坂で3
  - 25時、赤坂で4
  - 25時、赤坂で5

- 心中するまで、待っててね。（八重坂葵）

2021年
- 幼馴染じゃ我慢できない シリーズ（2021年－2023年、沖蒼衣）
  - 幼馴染じゃ我慢できない　とけあう体温盤
  - 幼馴染じゃ我慢できない ※アニメイト限定版のコミックスに付属
  - 幼馴染じゃ我慢できない ミニドラマCD ※ダリア 2021 8月号付録
  - 幼馴染じゃ我慢できない2　ふれあう指先盤
  - 幼馴染じゃ我慢できない2 ミニドラマCD ※ダリア 2022 8月号付録
  - 幼馴染じゃ我慢できない3　よせあう未来盤
  - 幼馴染じゃ我慢できない3 ミニドラマCD ※ダリア 2023 4月号付録

- イキガミとドナー（2021年－2024年、吉野優希）
  - イキガミとドナー 二人のイキガミ（吉野優希）

- ハッピー・オブ・ジ・エンド（2021年－2022年、前田駿一）
  - ハッピー・オブ・ジ・エンド2

- ムリ婚。（白河百貴）

2022年
- 歌舞伎町バッドトリップ（泉輝）
  - 歌舞伎町バッドトリップ2

- 宵宵モノローグ（吉乃詩音）
- 春懸けて、鶯（白川遥香）
- 僕の番はサラブレッドΩ（王賀夏目）

2023年
- 夜画帳 ※4巻アニメイト限定セットミニドラマCD付（ナミン）
- 「男子高校生、はじめての」第16弾　発展途上な恋を踊れ（唯月）
- きみ色に汚されたい（佐々木桜海）
- こぼれる、（亘理良科）
- エンゲージ1（穂積匡人）

2024年
- パーフェクトアディクション(高槻冴)
- はだしの天使（ベンジャミン（ベニー））
- 先輩、ナカみせて（影野春輝（陽木弥羅））
- モンスターアンドゴースト１（彩七藤）
- 金銀ささめくひみつは夜（アロイ）
- ピンクハートジャム（マキ）

2025年
- フェロモホリック（海野兎和）
- 狼くんの愛はちょっと不機嫌（橋陽斗）

### ラジオドラマ
※はWebラジオ番組。
- 大きな桜の木の下で（2013年※、鈴原真琴）
- エブ★ラジ 夜の連続スマホ小説『放送禁止。』（2014年、都築[579]）
- こうふ開府500年記念ラジオドラマ「ひすい夢草子」（2019年、雄馬[580]）
- 君は優しい流星群（2022年※、リュウイチ[581]）

### ボイスドラマ
- SSSS.GRIDMAN ボイスドラマ（2018年、内海将）
- ハツコイと太陽 ボイスドラマ（2020年、一条蒼[582]）
- イケボ配信者は俺狙い！？（2023年、星乃空[583]）

### オーディオブック
- 桐島、部活やめるってよ（2013年、前田涼也）
- デルトラ・クエスト（2014年、リーフ[584]）
- 天地明察（2015年、本因坊道策[585]）
- 真田十勇士（2016年、由利鎌之介[586]）
- やまなし（2016年）[587]
- 極上voiceメソッド『自分を操る超集中力』（2018年）[588]
- 穏やか貴族の休暇のすすめ。第1 - 3巻（2021年、朗読[589][590][591]）
- 声優 斉藤壮馬が人間椅子に座って朗読する江戸川乱歩『人間椅子』（2021年、朗読[592]）

### 吹き替え

#### 映画
- コーチ・ラドスール 無敵と呼ばれた男（2015年、アルトゥーロ〈マシュー・フリアス〉）
- ブルックリンの恋人たち（2015年、ヘンリー・エリス〈ベン・ローゼンフィールド〉）
- ベビーシッター・アドベンチャー（2016年、トレイ・アンダーソン〈マックス・ジェコウェッツ〉）
- パーティで女の子に話しかけるには（2018年、エン〈アレックス・シャープ〉）
- ドクター・ドリトル（2020年、ジップ[593]）
- ザ・ハッスル（2021年、トーマス〈アレックス・シャープ〉）

#### ドラマ
- ザ・ステアケース -偽りだらけの真実-（2022年、トッド・ピーターソン〈パトリック・シュワルツェネッガー〉[594]）

#### アニメ
- ヤング・ジャスティス（2014年、ロビン / ティム・ドレイク）
- ジャングル・シャッフル（2015年、マヌー）
- Rwby（2015年、ライ・レン[595]）
- トロールズ ミュージック★パワー（2020年、ガイ・ダイヤモンド[596]）
- 羅小黒戦記 ぼくが選ぶ未来（2020年、シューファイ[597]）
- 魔道祖師（2021年、藍景儀[598]）

### デジタルコミック
- VOMIC 斉木楠雄のΨ難（ヒロシ）
- Beeマンガ コスプレ☆アニマル
- 月刊コミックTV ドラマシアター コミドラ オオカミさんと!（狐塚春樹）
- 月刊コミックTV ドラマシアター コミドラ 恋の時間（三原智）
- それでも町は廻っている（真田広章）
- リッチ警官 キャッシュ!!（2020年、キャッシュ[599]）
- 思い、思われ、ふり、ふられ（2020年、乾和臣[600]）
- 微妙に優しいいじめっ子（2020年、田村くん[601]）
- 推しが我が家にやってきた!（2020年、佐久間葵[602]）
- 私の卒業「叫び」（2020年、歩人[603]）
- 「きみを愛する気はない」と言った次期公爵様がなぜか溺愛してきます（2021年、ユリウス[604]）
- PPPPPP（2021年、園田ラッキー）
- 次はいいよね、先輩（2021年、蜂谷瞬[605]）
- ♯バツイチアラサー女子と男子高校生（2022年、片岡壱成[606]）
- 星旅少年（2022年、303[607]）
- マテリアル・パズル 〜神無き世界の魔法使い〜（2022年、ミカゼ[608]）
- 地獄くらやみ花もなき（2023年、西條皓[609][610]）
- 帝国の恋嫁（2023年、ルディウス[611]）
- 酒と恋には酔って然るべき（2023年、今泉和知[612]）
- 近づいて、スピカ（2025年、宮間瑶[613]）

### ラジオ
※はインターネット配信。
- たまたまエイミーと何気なくソーマと時々コクーボなハッピーRADIO!（ニコニコチャンネル※）
- 西山宏太朗と斉藤壮馬のハッピーRADIO!昼下がりのテンパリング（2013年、ニコニコチャンネル※）
- ニッポン朗読アカデミー（2013年 - 2016年、ラジオ大阪・Radital※・HiBiKi Radio Station※・ニコニコチャンネル※[614]）
- 江口拓也と斉藤壮馬の源氏恋唄ハピラジ!（2014年 - 2015年、ニコニコチャンネル※）
- フューチャーラジオ バディファイト（2014年 - 2016年、ラジオ大阪・HiBiKi Radio Station※[615]）
- MAN TWO MONTH RADIO 斉藤壮馬のSOマニアック!（2015年、AG-ON※・超!A&G+※[616]）
- 月刊 新・男前通信8月号〜月刊・斉藤壮馬（2015年、文化放送モバイルplus※[617]）
- Dance with Devils 四皇學園第三放送室（2015年 - 2016年、アニメイトTV※[618]）
- ハルチカ 〜ハルタとチカは、ラジオする〜（2015年 - 2016年、音泉※[619]）
- ラジオ・ディバインゲート（2015年 - 2016年、音泉※[620]）
- フューチャーラジオ バディファイトSSS（2016年 - 2018年、ラジオ大阪・HiBiKi Radio Station※[621]）
- アニメ『91Days』WEBラジオ『9分10秒ラジオ』（2016年、アニメイトタイムズ※、コーナーMC担当）
- 空想科学トンデモ論（2017年 - 、ニコニコチャンネル※）[622]
- 斉藤壮馬・石川界人のダメプリ RADIO（2018年、超!A&G+※・dアニメストア※）[623]
- TS ONE UNITED「プロダクション江口壮馬」（2018年、TS ONE※）[624]
- 斉藤壮馬・石川界人のダメじゃないラジオ（2018年 - 、超!A&G+※ → QloveR※・dアニメストア※）[625]
- TS ONE UNITED「斉藤壮馬のアセンションプリーズ♡」（2018年、TS ONE※）[626]
- ガイコツ書店員 本田さん バックヤードレイディオ（2018年、ラジオ大阪・ラジオクラウド※）[627]
- 斉藤壮馬 Strange dayS（2021年 - 、超!A&G+※ → 文化放送・ABEMA）[628]
- 斉藤と梅原のガンガンGAちゃんねる（2021年、ニコニコチャンネル・YouTube「GA文庫チャンネル」※）[629]

### ラジオCD
- DJCD 鉄華団放送局[630]
- DJCD 流星号放送局[631]
- DJCD ラジオ クオリディア・コード 南関東三都市防衛機構放送部[632]
- DJCD 斉藤壮馬・石川界人のダメじゃないラジオ Vol.1 - 2, 4 - 6[633]
- DJCD 斉藤壮馬・石川界人のダメプリRADIO[634]
- DJCD 9分10秒ラジオ[635]
- DJCD ハイキュー!! 烏野高校放送部! 第1巻[636]
- ラジオCD 活撃 刀剣乱舞 ラジオの陣[637]
- ラジオCD 鉄華団放送局 Vol.5 - 6[638]
- ラジオCD GRIDMANラジオとりあえずUNION Vol.1[639]
- ラジオCD ラジオ・ディバインゲート[640]
- ラジオCD ハルチカ〜ハルタとチカはラジオする〜 Vol.1[641]
- ラジオCD ブブキ・ブランキ -心と右手をつなぐラジオ- Vol.1[642]
- ラジオCD フューチャーラジオ バディファイト Vol.1 - 2[643]
- ラジオCD フューチャーラジオ バディファイトSSS（トリプルエス）[644]
- 熊出村フューチャーラジオ バディ村おこし放送SSS
- ラジオCD システィ＆ルミアの禁忌通信 Vol.1 - 2[645]
- ＜音泉＞＆HiBiKi Radio Station コラボラジオ とらのあな特典CD 第2弾[646]
- ニッポン朗読アカデミー 活動報告その1
- 変態音響監督ヨシダ vs ニッポン朗読アカデミー

### CM
- からかい上手の高木さんTV（西片くん[647]）
- パズドラTV「転校生」篇（南雲総一郎[648]）
- パズドラTV「冬の青春」篇（南雲総一郎[649]）
- 花とゆめ 2020年テレビCM[650]
- ビオレ おうちdeエステ ラジオCM[651]
- ほしとんで TVCM[652]
- Pokémon Café Mix[653]

### PV
- 恋と呼ぶには気持ち悪い 1 - 2巻発売記念特別PV（2016年、天草亮[654][655]）
- リラクトコミックス創刊PV（2016年、ナレーション[656][657]）
- 残念男子。PV（2016年、小宮翔太[658]）
- DOG END PV（2017年、若月狗狼丸[659]）
- おとなりコンプレックス PV（2020年、二宮真琴[660][661]）
- 微妙に優しいいじめっ子 PV（2020年、田村[601]）
- Pokemon Cafe Mix PV（2020年、ナレーション[662][663]）
- 遥かに届くきみの聲 PV（2020年、小宮透[664]）
- サレタガワのブルー PV（2020年、田川暢[665]）
- 滅びの前のシャングリラ PV（2020年、ナレーション[666]）
- 夜画帳 PV（2021年、ナミン[667]）
- 君と、眠らないまま夢をみる PV（2021年、ナレーション[668]）
- 心霊探偵 八雲12 魂の深淵 発売告知PV＆朗読動画（2022年、ナレーション[669]、朗読[670]）
- 私とこわれた吸血鬼 PV（2022年、雨森夜毎[671]）
- エクソシストを堕とせない PV（2022年、少年神父[672]）

### ナレーション
- 江口拓也の俺たちだって癒されたい！（2016年、TOKYO MX）
  - 江口拓也の俺たちだってもっと癒されたい！（2016年 - 2017年）
  - 江口拓也の俺たちだっても〜っと癒されたい！（2017年 - 2018年）
  - 江口拓也の俺たちだってやっぱり癒されたい！（2019年）
- プラネタリウム「Seasons〜星降る水面〜」（2016年4月6日 - [673]）
- コニカミノルタプラネタリウム天空「Starry Island 南十字星を見上げて」（2019年5月18日 - [674]）
- 第84回NHK全国学校音楽コンクール 全国コンクール（2017年、NHK Eテレ）
- ドームシネマ「ワイナリーには不思議がいっぱい！ 世界に羽ばたけ 山梨ワイン」（2021年 - 2022年[675][676]）

### テレビ番組
※はインターネット配信。
- コミックTVだっしゅ（2012年 - 2013年、BS11）
- おはスタ スーパーLIVE（2015年 - 2016年、テレビ東京）月曜キャラクターMC〈OHA団長そうま〉[677]
- ツキプロch.（2016年4月6日、TOKYO MX）
- 斉藤壮馬の和心を君に（2017年10月11日 - 2018年3月28日、TOKYO MX）
- 斉藤壮馬の和心を君に 其の弐（2019年、TOKYO MX）
- LIPSS〜イノセントな囁き〜（2019年1月22日、テレビ埼玉・ニコニコ生放送※） - 声の出演[678]
- サンパチスター（2020年9月12日 - 、テレビ朝日） - 声の出演（繊細とい[679][680]）
- 安元洋貴と斉藤壮馬の見えないテレビ（2023年3月31日、TOKYO MX）

### 映像商品
- DJCD 斉藤壮馬・石川界人のダメじゃないラジオ 第3期だけどDVD[681]
- 江口拓也の俺たちだって癒されたい！ 特装版 Vol.2 - 4[682]
  - 江口拓也の俺たちだって癒されたい！世田谷の旅
  - 江口拓也の俺たちだってもっと癒されたい！特装版 Vol.1 - 4[683]
  - 江口拓也の俺たちだってもっと癒されたい！特別編〜金沢の旅〜[684]
  - 江口拓也の俺癒&西山宏太朗の健僕 有明と調布の旅
  - 江口拓也の俺たちだっても〜っと癒されたい！特装版 Vol.1 - 4
  - 江口拓也の俺たちだってやっぱり癒されたい！特装版 Vol.1 - 4[685]
  - 江口拓也の俺たちだってやっぱり癒されたい！特別編〜福井と富山の旅[686]
  - 江口拓也の俺癒&斉藤壮馬のそま君 千葉と朝霞の旅
- 小野賢章がゆく 旅友 第三弾 〜ゲスト:石川界人&斉藤壮馬篇〜[687]
- 木村良平のキムライズム DVD第2弾[688]
- 斉藤壮馬の和心を君に 特装版 Vol.1 - 4
  - 斉藤壮馬の和心を君に 其の弐 特装版 Vol.1 - 4
- ツキプロch. Vol.1 - 4
  - ツキプロch. シーズン2 Vol.2 - 4
- 東京乙女レストラン Vol.1[689]
- 飛び出せ！空想科学トンデモ論〜佐賀編〜[690]
- 西山宏太朗の健やかな僕ら 特装版 Vol.3 - 4[691]
  - 西山宏太朗の健僕ピース！特装版 Vol.2 - 4
- リアル宝探し 邪神ロキの呪い in東京ドイツ村[692]
- 朗読館「池袋ナイトアウルテールズ」[693]

### 舞台
- 81PRODUCE Presents若手リーディング公演 声瞬-SEISHUN-「ラジオドラマのためのエチュード ひめゆりの塔」（2013年、負傷兵 役）[694]
- ニッポン朗読アカデミー（2014年・2016年・2017年）
  - 真夏の朗読フェスティバル!
  - 朗読劇TARO〜語り継がれし物語・異聞〜
  - 朗読劇 シンデレラ裁判〜愛は赤い毒〜
  - 謎解きはディナーのあとで
- 天才劇団バカバッカ「BADASS PSY-KICKS!」（2018年3月3日、日替わりゲスト）
- 声の優れた俳優によるドラマリーディング 日本文学名作選
  - 第六弾「舞姫事件ー鴎外輪舞曲ー」（2018年4月15日）[695]
  - 第七弾「三つの愛と、殺人－芥川 太宰 安吾－」（2018年10月13日）[696]
- 声優によるドラマリーディング 日本文学傑作選朗読劇『こゝろ』（2018年10月14日、興福寺中金堂前庭 特設舞台）[697]
- 朗読劇『おみくじ四兄弟 春はおむすび!』（2019年4月7日、ひの煉瓦ホール、文人 役[698]）
- 恋を読む『逃げるは恥だが役に立つ』（2019年10月6日、ヒューリックホール東京・名古屋市芸術創造センター、風見涼太 役）[699]
- 朗読劇『おみくじ四兄弟 冬の探偵はローストビーフがお好き』（2019年12月21日、チームスマイル豊洲PIT、文人 役[700]）
- 絶響MUSICA THE STAGE（2020年7月8日 - 13日、シエン 役〈声の出演〉[701]）
- 神楽坂怪奇譚「棲」体感型配信怪奇譚（2020年8月16日、オンライン配信、泉鏡花 役[702]）
- READING MUSEUM 
  - 第1弾 池袋ナイトアウルテールズ（2020年9月6日、待鳥 役）[703]
  - 第2弾 池袋シャーロック、最初で最後の事件（2021年2月7日、住吉 役）[704]
- 朗読劇『おみくじ四兄弟 秋の大冒険はフォーチュンクッキーとともに』（2020年10月11日、生配信公演、文人 役[705]）
- ことだま屋本舗EXステージvol.10 ことだま屋×Z6「サマーヒーロー」（2020年11月10日、大儀マコト 役[706]）[707]
- 詠唱劇「新本格魔法少女りすか」（2021年2月16日、朗読・供犠創貴 役）[708]
- 朗読劇「佐々木と宮野」（2021年9月12日、宮野由美 役[709]）
- CHILL CHILL BOX
  - 7th朗読劇「召喚IP！〜社畜とヴァンプ〜」（2021年11月23日、カルッツかわさき、高梨恭介 役[710]）
  - 11th WHITE BOX朗読劇「レディ・アンダーソン商会の紳士たち」（2023年11月5日、一ツ橋ホール、ノエル・ガーランド 役[711]）
- 音楽朗読劇「四月は君の嘘」（2023年4月2日、飛行船シアター、夜公演、有馬公生 役）
- 朗読劇 私の頭の中の消しゴム14th letter（2023年5月7日、よみうり大手町ホール、高原浩介 役[712]）
- プレミア音楽朗読劇 VOICARION
  - XVII 〜スプーンの盾〜（2023年12月24日、シアタークリエ、アントナン・カレーム 役[713]）
  - XIX 〜スプーンの盾〜（2025年1月5日、シアタークリエ、アントナン・カレーム 役[714]）

### その他コンテンツ
- 東京国際アニメフェア2013がわかるガイド番組決定版 ここが未来。東京国際アニメフェア2013（2012年、リポーター）
- VB Voice Actor side（2014年）
- メガ恐竜展2015 -巨大化の謎にせまる-（ジュニア版音声ガイド、幕張メッセ：2015年7月18日 - 8月30日[715]）
- 放課後カタストロフィ オーディオドラマ（2015年、九十九シトネ[716]）※1巻初回購入特典QRコード
- プラネタリウム番組 Seasons 〜星降る水面〜（2016年、ナレーション[717][718]）※1000枚限定で番組CD化した[719]
- KIKI by VOICE Newtype 
  - ボイスおみくじ KIKI MIKUJI おみくじ四兄弟（2016年 - 2021年、文人[720]）
  - コラム連載「つれづれなるままに」（2017年 - [721]）
- 多数決ドラマ「キノの旅 -the Beautiful World- 廃墟の国」（2016年、エルメス[722]）
- 声優&キャラ★コンシェル（2017年、ソーマン＠斉藤壮馬[723]）
- 聴く本劇団ナナイロ（2017年、八乙女誠司[724]）
- LINEメディアコンテンツ「ねこ男子ニャンキーハイスクール」（2017年、設楽融[725][726]）
- グリム&グリッティ 単行本第１巻初回購入特典配信オーディオドラマ（2017年、森羅統夜[727]）
- 声優ボイス＆メロディ アラーム for App Pass（2017年、[728]）
- 第24回 NHKハート展（2019年、朗読[729]）
- 創作応援アプリ*exe2045（2020年、7Y/ナナイ[730]）
- 絶響MUSICA THE STAGE（2020年、シエン[731]）
- 小学校国語 4・5月教材（光村図書）学習支援コンテンツ（2020年[732]）
- キッコーマン豆乳
  - 夏の豆乳総選挙 スペシャルボイス豆乳プリンver.（2020年、ナレーション[733][734]）
  - ホッ豆乳ラブストーリー（2020年、カフェ男子[735]）
- よまにゃチャンネル ナツイチ文庫 朗読（2020年 - 2021年[736][737]）
- 映画『10万分の1』特報＆予告編（2020年、ナレーション[738][739]）
- 神楽坂怪奇譚 「棲」体感型配信怪奇譚（2020年、泉鏡花[740]）
- smash. Day to Day（2020年[741][742]）
- Eve「約束」ミュージックビデオ（2020年[743]）
- This Is It！制作進行東雲次郎 ティザー SCENE#3（2020年、井の頭六朗[744]）
- むすびつき 特別書き下ろし朗読（2020年[745]）
- One Point Story：'20 Vol.8：引き出すカメラ（2020年、ナレーション[746][747]）
- 鷹の爪団の東京大賞典征服計画〜駆けろ怪人 馬男（ウマダン）！我らの夢を乗せていけ！〜（2020年[748][749]）
- メゾン ハンダース（2021年、郡司薫[750]）
- 奈良博三昧―至高の仏教美術コレクション―（2021年、ナレーション[751]）
- モダン建築クロニクル（2021年、辰長三銀[752]）
- 恋ヶ窪くんにはじめてを奪われました 4巻発売記念ボイス（2022年、恋ヶ窪[753]）
- イケメンボイスフェア2022
  - 蝶か犯か 〜極道様 溢れて溢れて泣かせたい〜（2022年、御己神正義[754]）
  - 山口くんはワルくない（2022年、山口飛鳥[754]）
- Hello!! LEOSTUDIO（2022年、藤ヶ谷悠斗[755]）
- 色彩検定協会「教えて!色彩先生」シリーズ（2023年 - 2024年、拓水[756][757]）

## ディスコグラフィ

### シングル
|            | 発売日        | タイトル                  | 規格品番    | 規格品番   | 規格品番    | オリコン 最高位 |
| 初回限定盤 | 発売日        | タイトル                  | 通常盤      | 期間限定盤 |             | オリコン 最高位 |
| ---------- | ------------- | ------------------------- | ----------- | ---------- | ----------- | --------------- |
| 1st        | 2017年6月7日  | フィッシュストーリー      | VVCL-1053/4 | VVCL-1055  |             | 9位             |
| 2nd        | 2017年9月6日  | 夜明けはまだ/ヒカリ断ツ雨 | VVCL-1088/9 | VVCL-1090  | VVCL-1061/2 | 7位             |
| 3rd        | 2018年6月20日 | デート                    | VVCL-1258/9 | VVCL-1260  |             | 7位             |

### 配信シングル
| 配信開始日    | タイトル     | 規格品番      |
| ------------- | ------------ | ------------- |
| 2020年3月22日 | エピローグ   |               |
| 2020年6月27日 | ペトリコール | VVXX00695B01A |
| 2020年8月19日 | Summerholic! | VVXX00749B01A |
| 2020年9月19日 | パレット     | VVXX00777B01A |

### アルバム

#### オリジナルアルバム
|                | 発売日         | タイトル         | 規格品番       | 規格品番        | 規格品番    | 規格品番  | オリコン 最高位 |
| 完全生産限定盤 | 発売日         | タイトル         | 初回生産限定盤 | 初回生産限定盤B | 通常盤      |           | オリコン 最高位 |
| -------------- | -------------- | ---------------- | -------------- | --------------- | ----------- | --------- | --------------- |
| 1st            | 2018年12月19日 | quantum stranger |                | VVCL-1380/1     | VVCL-1382/3 | VVCL-1384 | 4位             |
| 2nd            | 2020年12月23日 | in bloom         | VVCL-1793/5    | VVCL-1796/7     |             | VVCL-1798 | 5位             |
| 3rd            | 2024年9月25日  | Fictions         | VVCL-2577/9    |                 |             | VVCL-2580 | 19位            |

#### ミニアルバム
|        | 発売日         | タイトル               | 規格品番     | 規格品番    | 規格品番  | オリコン 最高位 |
| CD+DVD | 発売日         | タイトル               | CD+PHOTOBOOK | CD          |           | オリコン 最高位 |
| ------ | -------------- | ---------------------- | ------------ | ----------- | --------- | --------------- |
| 1st    | 2019年12月18日 | my blue vacation       | VVCL-1516/7  |             | VVCL-1518 | 5位             |
| 2nd    | 2022年2月9日   | my beautiful valentine |              | VVCL-2001/2 | VVCL-2003 | 5位             |
| 3rd    | 2022年12月7日  | 陰/陽                  |              | VVCL-2163~4 | VVCL-2165 | 9位             |

### 映像作品
|          | 発売日        | タイトル                                                  | 規格品番   | 規格品番  | 規格品番 | 規格品番 |
| BD+GOODS | 発売日        | タイトル                                                  | BD+CD      | BD        | DVD      |          |
| -------- | ------------- | --------------------------------------------------------- | ---------- | --------- | -------- | -------- |
| 1st      | 2019年6月5日  | 斉藤壮馬 1st Live "quantum stranger(s)"                   |            | VVXL-30/2 | VVXL-33  | VVBL-127 |
| 2nd      | 2021年9月1日  | Live Tour 2021 “We are in bloom!” at Tokyo Garden Theater | VVXL-84/6  | VVXL-87   | VVBL-153 |          |
| 3rd      | 2023年9月27日 | 斉藤壮馬 5th Anniversary Live 〜étranger/banquet〜        | VVXL-170/1 |           | VVXL-172 | VVBL-202 |

### タイアップ曲
| 楽曲         | タイアップ                                      | 時期   |
| ------------ | ----------------------------------------------- | ------ |
| ヒカリ断ツ雨 | テレビアニメ『活撃 刀剣乱舞』オープニングテーマ | 2017年 |

### キャラクターソング
| 発売日         | 商品名 | 歌 | 楽曲 | 備考                                                                                               |
| -------------- | --- | --- | --- | -------------------------------------------------------------------------------------------------- |
| 2011年5月19日  | 真・週刊コミックTV+コミソンCD 81プロデュースVer. | （萌）メガネ男子倶楽部 | 「If…」 | ドラマCD『（萌）メガネ男子倶楽部』関連曲                                                           |
| 2013年12月     | - | 嵐山歩鳥（藤田茜）、真田広章（斉藤壮馬） | 「シーサイドストーリー」 | デジタルコミック『それでも町は廻っている』エンディングテーマ                                       |
| 2014年11月28日 | 源氏物語〜男女逆転恋唄〜 明石之巻 | 明石（斉藤壮馬） | 「萌芽」 | 『源氏物語〜男女逆転恋唄〜』関連曲                                                                 |
| 2015年3月13日  | SolidS vol.1 | SolidS | 「S.N.P」 「Labyrinth」 「Exit Of Days」 | 『SQ』シリーズ関連曲                                                                               |
| 2015年4月1日   | FlyME Project「MEDICODE」 | 翳（斉藤壮馬） | 「CARMA」 「HOLLOW」 | 『FlyME Project』関連曲                                                                            |
| 2015年4月24日  | 壁ドン！SONG♪シリーズ2nd そのカレ、礼文翔央耶 | 礼文翔央耶（斉藤壮馬） | 「僕は君の被写体」 | 『壁ドン！SONG♪』関連曲                                                                            |
| 2015年5月13日  | Buddy Lights | 龍炎寺タスク（斉藤壮馬） | 「Buddy Lights」 | テレビアニメ『フューチャーカード バディファイト100』エンディングテーマ                             |
| 2015年5月13日  | Buddy Lights | 龍炎寺タスク（斉藤壮馬） | 「ブルー×レッドの誓い」 | テレビアニメ『フューチャーカード バディファイト100』関連曲                                         |
| 2015年5月27日  | EMOTIONAL POSSESION | 音成奏（前野智昭）、静間草太（斉藤壮馬）、橙山光介（増田俊樹）、青葉大河（石川界人）、蘇明杰（小野友樹）、桃井優一郎（岡本信彦） | 「Purely Sunshine」 | ゲーム『POSSESION MAGENTA』エンディングテーマ                                                      |
| 2015年5月29日  | SolidS vol.2 | SolidS | 「TIGHT／NIGHT」 | 『SQ』関連曲                                                                                       |
| 2015年5月29日  | SolidS vol.2 | 奥井翼（斉藤壮馬）、村瀬大（梅原裕一郎） | 「GRAVE OF LOVERS」 | 『SQ』関連曲                                                                                       |
| 2015年5月29日  | SolidS vol.2 | 奥井翼（斉藤壮馬） | 「フレア -FLARE-」 | 『SQ』関連曲                                                                                       |
| 2015年7月31日  | SolidS vol.3 | SolidS | 「SEXY☆SENSE」 | 『SQ』関連曲                                                                                       |
| 2015年7月31日  | SolidS vol.3 | 篁志季（江口拓也）、奥井翼（斉藤壮馬） | 「クロノア -chronoah-」 | 『SQ』関連曲                                                                                       |
| 2015年8月26日  | 全力少年達のおうたCD 1年生ユニット タイガ&トア | タイガ（斉藤壮馬）、トア（梅原裕一郎） | 「PiNK!!!-How To Catch Me-」 「A=X+Y+Z」 | 『全力少年達のおうたCD』関連曲                                                                     |
| 2015年10月21日 | マドモ★アゼル | PENTACLE★ | 「マドモ★アゼル」 | テレビアニメ『Dance with Devils』エンディングテーマ                                                |
| 2015年10月21日 | マドモ★アゼル | PENTACLE★ | 「革命前夜 -The Eve of the Revolution-」 | テレビアニメ『Dance with Devils』関連曲                                                            |
| 2015年10月28日 | Dance with Devils キャラクターシングル1 鉤貫レム | 鉤貫レム（斉藤壮馬） | 「DESTINARE!」 | テレビアニメ『Dance with Devils』関連曲                                                            |
| 2015年10月30日 | 仲吉商店街、恋の湯 営業中！ 2 | 十條麻咲（斉藤壮馬） | 「小さな願い事」 | ドラマCD『仲吉商店街、恋の湯 営業中！』エンディングテーマ                                          |
| 2015年10月30日 | SolidS vol.4 | SolidS | 「ロミオ -ROMEO-」 「どうぶつのサガ」 「Midnight Mystery」 | 『SQ』関連曲                                                                                       |
| 2015年11月27日 | 恋敵CD『源氏物語〜男女逆転恋唄〜 夕顔×明石』 | 夕顔（江口拓也）、明石（斉藤壮馬） | 「咲き誇れこの胸で」 | 『源氏物語〜男女逆転恋唄〜』関連曲                                                                 |
| 2015年12月2日  | SECRET NIGHT | TRIGGER | 「SECRET NIGHT」 「NATSU☆しようぜ！」 「Lepard Eyes」 | ゲーム『アイドリッシュセブン』関連曲                                                               |
| 2015年12月23日 | あんさんぶるスターズ！ ユニットソングCD Vol.6 2wink | 2wink | 「シュガー・スパイス方程式」 「歓迎☆トゥ・ウィンク雑技団」 | ゲーム『あんさんぶるスターズ！』関連曲                                                             |
| 2015年12月23日 | ディア♥ヴォーカリスト エントリーNo.3 ジュダ | JUDAH（斉藤壮馬） | 「エスカレーション！」 「Sweet Devil’s Night」 | 『ディア♥ヴォーカリスト』関連曲                                                                    |
| 2015年12月25日 | TVアニメ『Dance with Devils』ミュージカルコレクション「Dance with Destinies」                                                                           | 四皇學園生徒会 | 「我ら四皇學園生徒会」 | テレビアニメ『Dance with Devils』挿入歌                                                            |
| 2015年12月25日 | TVアニメ『Dance with Devils』ミュージカルコレクション「Dance with Destinies」                                                                           | 立華リツカ（茜屋日海夏）、鉤貫レム（斉藤壮馬）、立華リンド（羽多野渉） | 「Dance with Destinies Overture」 「Dance with Destinies」 | テレビアニメ『Dance with Devils』挿入歌                                                            |
| 2015年12月25日 | TVアニメ『Dance with Devils』ミュージカルコレクション「Dance with Destinies」                                                                           | 立華リツカ（茜屋日海夏）、鉤貫レム（斉藤壮馬） | 「いつか夢で見た場所へ」 | テレビアニメ『Dance with Devils』挿入歌                                                            |
| 2015年12月25日 | TVアニメ『Dance with Devils』ミュージカルコレクション「Dance with Destinies」                                                                           | 鉤貫レム（斉藤壮馬）、立華リンド（羽多野渉） | 「KETTO〜譲れない、せめぎ愛〜」 | テレビアニメ『Dance with Devils』挿入歌                                                            |
| 2015年12月25日 | TVアニメ『Dance with Devils』ミュージカルコレクション「Dance with Destinies」                                                                           | Grimoire all star cast | 「Crazy about you」 | テレビアニメ『Dance with Devils』挿入歌                                                            |
| 2015年12月25日 | Dance with Devils Blu-ray&DVD 全巻購入特典（アニメイト）オリジナルCD                                                                                    | PENTACLE★ | 「覚醒のAir starring PENTACLE★」 | テレビアニメ『Dance with Devils』関連曲                                                            |
| 2016年1月22日  | 仲吉商店街、恋の湯 営業中！ 楽曲集 Memories | 十條麻咲（斉藤壮馬） | 「小さな願い事（Full ver.）」 | ドラマCD『仲吉商店街、恋の湯 営業中！』関連曲                                                      |
| 2016年2月10日  | 「POSSESSION MAGENTA」キャラクターCD Vol.1 奏＆草太 | 静間草太（斉藤壮馬） | 「Hermit's Strike」 「Purely Sunshine」 | ゲーム『POSSESSION MAGENTA』関連曲                                                                 |
| 2016年2月14日  | 最愛パティスリー／CLOSED | 咲久間陽（斉藤壮馬）、咲久間湊（蒼井翔太） | 「最愛パティスリー」 | ゲーム『Cafe Cuillere』オープニングテーマ                                                          |
| 2016年3月23日  | アイ★チュウ 1stフルアルバム「soleil」 | 天上天下 | 「花蝶風月」 「十六夜の空」 | ゲーム『アイ★チュウ』関連曲                                                                        |
| 2016年3月25日  | 東京乙女レストラン シーズン2 Vol.4 アニメイト限定版特典CD「東京乙女レストラン ミニアルバム」                                                            | 山吹千尋（斉藤壮馬）、紺野正輝（石川界人） | 「東京乙女レストラン」 | テレビ番組『東京乙女レストラン』主題歌                                                             |
| 2016年3月25日  | SolidS ユニットソングシリーズ COLOR [-RED-] | SolidS | 「CRAZY BABY SHOW」 | 『SQ』関連曲                                                                                       |
| 2016年4月15日  | ×DA MEMBER×／Precious Eternity | ナレク（石川界人）、ヴィーノ（梅原裕一郎）、リュゼ（斉藤壮馬）、メア（木村良平） | 「×DA MEMBER×」 | ゲーム『DAME×PRINCE』主題歌                                                                        |
| 2016年4月22日  | BL(U)CK BASI | PENTACLE★★ | 「BL(U)CK BASIS」 | ゲーム『Dance with Devils』エンディングテーマ                                                      |
| 2016年4月27日  | 劇場版 KING OF PRISM by PrettyRhythm Song&Soundtrack | 一条シン（寺島惇太）、太刀花ユキノジョウ（斉藤壮馬）、十王院カケル（八代拓）、香賀美タイガ（畠中祐）、西園寺レオ（永塚拓馬）、鷹梁ミナト（五十嵐雅）、涼野ユウ（内田雄馬） | 「ドラマチックLOVE」 | 劇場アニメ『KING OF PRISM by PrettyRhythm』エンディングテーマ                                      |
| 2016年5月25日  | ハルチカ〜ハルタとチカは青春する〜 キャラクターソングミニアルバム〜ボーイズ〜                                                                           | 上条春太（斉藤壮馬） | 「Mr. Intelligent boy」 | テレビアニメ『ハルチカ〜ハルタとチカは青春する〜』関連曲                                           |
| 2016年5月27日  | SolidS ユニットソングシリーズ COLOR [-BLACK-] | SolidS | 「Judas」 | 『SQ』関連曲                                                                                       |
| 2016年5月27日  | SolidS ユニットソングシリーズ COLOR [-BLACK-] | 奥井翼（斉藤壮馬）、世良里津花（花江夏樹） | 「BLACK HEAVEN」 | 『SQ』関連曲                                                                                       |
| 2016年6月24日  | SolidS 花鳥風月 鳥編 | 奥井翼（斉藤壮馬） | 「Canaria -消えゆく空に-」 | 『SQ』関連曲                                                                                       |
| 2016年8月17日  | 全力少年達のおうたCD 2時間目 1年生ユニット タイガ&トア                                                                                                  | タイガ（斉藤壮馬）、トア（梅原裕一郎） | 「ヤングスワロゥ」 「ギュッと！」 | 『全力少年達のおうたCD』関連曲                                                                     |
| 2016年8月31日  | Dance with Devils ユニットシングル1 鉤貫レム vs 楚神ウリエ                                                                                              | 鉤貫レム（斉藤壮馬）、楚神ウリエ（近藤隆） | 「焦燥のトライアングル」 | テレビアニメ『Dance with Devils』関連曲                                                            |
| 2016年8月31日  | KING OF PRISM Music Ready Sparking! | 太刀花ユキノジョウ（斉藤壮馬） | 「アゲハ蝶、夢舞い恋しぐれ」 | 劇場アニメ『KING OF PRISM by PrettyRhythm』関連曲                                                  |
| 2016年9月21日  | 全力少年達のおうたCD ベストタイム♪ | ユズル（蒼井翔太）、セナ（増田俊樹）、リヒト（山下大輝）、キィ（花江夏樹）、タイガ（斉藤壮馬）、トア（梅原裕一郎） | 「Bravery」 「CRAZY★DNA」 | 『全力少年達のおうたCD』関連曲                                                                     |
| 2016年9月21日  | 全力少年達のおうたCD ベストタイム♪ | タイガ（斉藤壮馬）、トア（梅原裕一郎） | 「PiNK!!!-How To Catch Me-」 「A=X+Y+Z」 | 『全力少年達のおうたCD』関連曲                                                                     |
| 2016年9月28日  | あんさんぶるスターズ！ ユニットソングCD 2nd Vol.02 2wink                                                                                                | 2wink | 「ハートプリズム・シンメトリー」 「2winkle Star Beat☆」 | ゲーム『あんさんぶるスターズ！』関連曲                                                             |
| 2016年9月30日  | SolidS ユニットソングシリーズ COLOR [-WHITE-] | SolidS | 「ライア・クライア」 「東京LOVEジャンキー」 | 『SQ』関連曲                                                                                       |
| 2016年10月19日 | アイ★チュウ creation 08.天上天下 | 天上天下 | 「We are I★CHU!」 「花と散るらん」 | ゲーム『アイ★チュウ』関連曲                                                                        |
| 2016年11月9日  | 『刀剣乱舞-花丸-』歌詠集 其の三 | 歌仙兼定（石川界人）、燭台切光忠（佐藤拓也）、鶴丸国永（斉藤壮馬）、三日月宗近（鳥海浩輔） | 「出づる月、招宴の唄」 | テレビアニメ『刀剣乱舞-花丸-』エンディングテーマ                                                   |
| 2016年11月16日 | ディア♥ヴォーカリスト Riot エントリーNo.2 ジュダ | JUDAH（斉藤壮馬） | 「New World」 「I Can't Say GoodBye」 | 『ディア♥ヴォーカリスト』関連曲                                                                    |
| 2016年11月16日 | Fun! Fantastic girl! | サンリオ男子 | 「Fun! Fantastic girl!」 | ゲーム『サンリオ男子 〜わたし、恋を、知りました。〜』主題歌                                        |
| 2016年11月23日 | 『刀剣乱舞-花丸-』歌詠集 其の四 | 前田藤四郎（入江玲於奈）、鯰尾藤四郎（斉藤壮馬）、薬研藤四郎（山下誠一郎）、五虎退（粕谷雄太）、秋田藤四郎（山谷祥生）、乱藤四郎（山本和臣）、平野藤四郎（浅利遼太）、骨喰藤四郎（鈴木裕斗）、厚藤四郎（山下大輝）、博多藤四郎（大須賀純）、一期一振（田丸篤志）                                                                         | 「恋と浄土の八重桜」 | テレビアニメ『刀剣乱舞-花丸-』エンディングテーマ                                                   |
| 2016年12月7日  | 『刀剣乱舞-花丸-』歌詠集 其の五 | にっかり青江（間島淳司）と幽霊退治戦隊 | 「にっかり妖かし数え唄」 | テレビアニメ『刀剣乱舞-花丸-』エンディングテーマ                                                   |
| 2016年12月21日 | もふドル ボーカルCD Melody Of Fantasy-エガオのチカラ-                                                                                                   | 江ノ島晴 / エクレル（岡本信彦）、和泉聡一郎 / ジンジャー（白井悠介）、東夏樹 / マカロン（斉藤壮馬）、望月悠羽 / ミルフィ（花江夏樹）、蘇芳新 / ガレット（細谷佳正） | 「Melody Of Fantasy ―エガオのチカラ―」 「もふもふ Wonderland」                                                                                                 | 『もふドル』関連曲                                                                                 |
| 2017年1月25日  | ギヴン -given- 2 Live edition | 佐藤真冬（斉藤壮馬） | 「冬のはなし」 「冬のはなし Live edition」 | ドラマCD『ギヴン -given-』関連曲                                                                   |
| 2017年2月24日  | SQ ユニットソング「表裏」シリーズ 表SolidS | SolidS | 「COCORO」 | 『SQ』関連曲                                                                                       |
| 2017年2月24日  | DAME×PRINCE キャラクターCDシリーズ リュゼ編 | リュゼ（斉藤壮馬） | 「As the toy」 | ゲーム『DAME×PRINCE』関連曲                                                                        |
| 2017年3月15日  | ディア♥ヴォーカリスト THE BEST Rock Out!!! ジュダ・エーダッシュ・モモチ                                                                                 | JUDAH（斉藤壮馬） | 「Judge!!!!」 「エスカレーション！」 | 『ディア♥ヴォーカリスト』関連曲                                                                    |
| 2017年3月22日  | アイ★チュウ 2ndアルバム「glace」 | 天上天下 | 「誇り高く有るために」 | ゲーム『アイ★チュウ』関連曲                                                                        |
| 2017年4月26日  | 劇場版 KING OF PRISM -PRIDE the HERO- ユニットプロジェクト ユキノジョウ&レオ                                                                            | 太刀花ユキノジョウ（斉藤壮馬）、西園寺レオ（永塚拓馬） | 「異体同心RESPECT!」 | 劇場アニメ『KING OF PRISM -PRIDE the HERO-』関連曲                                                 |
| 2017年5月26日  | SQ「X Lied」vol.2 翼&壱流 | 奥井翼（斉藤壮馬） | 「Shout It Out」 | 『SQ』関連曲                                                                                       |
| 2017年6月21日  | アイ★チュウ 〜シャッフルユニットミニアルバム〜 | 野生児 | 「Do!Do!Journey」 | ゲーム『アイ★チュウ』関連曲                                                                        |
| 2017年6月30日  | SQ ユニットソング「表裏」シリーズ 裏SolidS | SolidS | 「KARA DA KARA」 | 『SQ』関連曲                                                                                       |
| 2017年7月19日  | 「サンリオ男子」Birthday Memorial CD4〈水野祐〉 | 水野祐（斉藤壮馬） | 「Moonlight」 | テレビアニメ『サンリオ男子』関連曲                                                                 |
| 2017年7月26日  | TVアニメ「ハンドシェイカー」キャラクターソングス | タヅナ（斉藤壮馬）、コヨリ（諸星すみれ） | 「CONNECT>>FUTURE」 | テレビアニメ『ハンドシェイカー』関連曲                                                             |
| 2017年9月20日  | ディア♥ヴォーカリスト Wired エントリーNo.3 ジュダ | JUDAH（斉藤壮馬） | 「飛翔」 「TSK!! TSK!!」 | 『ディア♥ヴォーカリスト』関連曲                                                                    |
| 2017年9月20日  | REGALITY | TRIGGER | 「Last Dimension〜引き金をひくのは誰だ〜」 「願いはShine On The Sea」 「DAYBREAK INTERLUDE」 「In the meantime」 「DESTINY」                                   | ゲーム『アイドリッシュセブン』関連曲                                                               |
| 2017年9月20日  | REGALITY | 九条天（斉藤壮馬） | 「U COMPLETE ME」 | ゲーム『アイドリッシュセブン』関連曲                                                               |
| 2017年9月27日  | Collar×Malice Character CD vol.3 榎本峰雄 | 榎本峰雄（斉藤壮馬） | 「Only Your Hero」 | ゲーム『Collar×Malice』関連曲                                                                      |
| 2017年9月27日  | KING OF PRISM -PRIDE the HERO- Song＆Soundtrack | エーデルローズ新入生 | 「Vivi℃ Heart Session!」 | 劇場アニメ『KING OF PRISM -PRIDE the HERO-』エンディングテーマ                                     |
| 2017年9月27日  | 活撃 刀剣乱舞 Blu-ray/DVD Vol.3 完全生産限定版特典CD「活撃特典音楽集 参」                                                                               | 堀川国広（榎木淳弥）、鶴丸国永（斉藤壮馬） | 「彩」 | テレビアニメ『活撃 刀剣乱舞』関連曲                                                                |
| 2017年10月4日  | あんさんぶるスターズ！ ユニットソングCD 3rd Vol.05 2wink                                                                                                | 2wink with UNDEAD | 「TRICK with TREAT!!」 | ゲーム『あんさんぶるスターズ！』関連曲                                                             |
| 2017年10月4日  | あんさんぶるスターズ！ ユニットソングCD 3rd Vol.05 2wink                                                                                                | 2wink | 「WONDER WONDER TOY LAND」 | ゲーム『あんさんぶるスターズ！』関連曲                                                             |
| 2017年10月6日  | Burny!!! | SolidS | 「Burny!!!」 | テレビアニメ『TSUKIPRO THE ANIMATION』オープニングテーマ                                           |
| 2017年10月18日 | Caligula -カリギュラ- セルフカバーコレクション「ostinato」                                                                                              | イケP（斉藤壮馬） | 「天使の歌」 | ゲーム『Caligula -カリギュラ-』関連曲                                                              |
| 2017年11月29日 | ロクでなし魔術講師と禁忌教典 Blu-ray/DVD Vol.6 初回生産特典キャラクターソングCD                                                                         | グレン＝レーダス（斉藤壮馬） | 「正義のカケラ」 | テレビアニメ『ロクでなし魔術講師と禁忌教典』関連曲                                                 |
| 2017年12月6日  | FlyME Project「GABBY」 | 翳（斉藤壮馬） | 「GABBY」 「ROSA」 | 『FlyME Project』関連曲                                                                            |
| 2017年12月6日  | 『刀剣乱舞-花丸-』歌詠全集 | 花丸刀剣男士一同 | 「花丸◎日和！47振りver.」 | 劇場アニメ『刀剣乱舞-花丸- 〜幕間回想録〜』主題歌                                                  |
| 2017年12月22日 | 壁ドン！SONG COLLECTION -Side BAISER- | 礼文翔央耶（斉藤壮馬） | 「僕は君の被写体」 | 『壁ドン！SONG』関連曲                                                                             |
| 2017年12月22日 | TSUKIPRO THE ANIMATION Blu-ray/DVD 第1巻 エンディング主題歌CD                                                                                           | SolidS | 「桜花爛漫」 | テレビアニメ『TSUKIPRO THE ANIMATION』エンディングテーマ                                           |
| 2017年12月25日 | - | おみくじ四兄弟 | 「!!遊べよ笑え!!」 | 『おみくじ四兄弟』関連曲                                                                           |
| 2017年12月27日 | ヒプノシスマイク -Division Rap Battle- シブヤ・ディビジョン「Fling Posse」                                                                              | 夢野幻太郎（斉藤壮馬） | 「シナリオライアー」 | 『ヒプノシスマイク』関連曲                                                                         |
| 2018年1月17日  | 続『刀剣乱舞-花丸-』歌詠集 其の二 | 鯰尾藤四郎（斉藤壮馬）、骨喰藤四郎（鈴木裕斗）、一期一振（田丸篤志） | 「明日天気になあれ」 | テレビアニメ『続 刀剣乱舞-花丸-』エンディングテーマ                                                |
| 2018年1月24日  | 続『刀剣乱舞-花丸-』歌詠集 其の三 | 大和守安定（市来光弘）、加州清光（増田俊樹）、鯰尾藤四郎（斉藤壮馬）、歌仙兼定（石川界人）、宗三左文字（泰勇気）、薬研藤四郎（山下誠一郎）、燭台切光忠（佐藤拓也）、五虎退（粕谷雄太） | 「花丸印の日のもとで ver.3」 | テレビアニメ『続 刀剣乱舞-花丸-』オープニングテーマ                                                |
| 2018年1月24日  | 劇場版「Dance with Devils-Fortuna-」ミュージカルコレクション「Dance with Eternity」                                                                     | 鉤貫レム（斉藤壮馬）、立華リンド（羽多野渉）、楚神ウリエ（近藤隆）、南那城メィジ（木村昴）、棗坂シキ（平川大輔）、ローエン（鈴木達央）、ジェキ（鈴木裕斗）、マリウス（豊永利行） | 「スイート・グリモワール！」 | 劇場アニメ『Dance with Devils-Fortuna-』関連曲                                                     |
| 2018年1月24日  | 劇場版「Dance with Devils-Fortuna-」ミュージカルコレクション「Dance with Eternity」                                                                     | 鉤貫レム（斉藤壮馬）、立華リンド（羽多野渉） | 「Can never break it!」 | 劇場アニメ『Dance with Devils-Fortuna-』関連曲                                                     |
| 2018年2月7日   | 続『刀剣乱舞-花丸-』歌詠集 其の五 | 大和守安定（市来光弘）、加州清光（増田俊樹）、愛染国俊（山下誠一郎）、同田貫正国（櫻井トオル）、鶴丸国永（斉藤壮馬）、平野藤四郎（浅利遼太）、骨喰藤四郎（鈴木裕斗）、厚藤四郎（山下大輝） | 「花丸印の日のもとで ver.5」 | テレビアニメ『続 刀剣乱舞-花丸-』オープニングテーマ                                                |
| 2018年2月14日  | 錯乱テリトリー from 俺様レジデンス | 西園寺藤（武内駿輔）、西園寺藍（八代拓）、西園寺玄（斉藤壮馬） | 「錯乱テリトリー」 | ドラマCD『俺様レジデンス —西園寺三兄弟—』関連曲                                                    |
| 2018年2月14日  | 錯乱テリトリー from 俺様レジデンス | 西園寺玄（斉藤壮馬） | 「錯乱テリトリー」 | ドラマCD『俺様レジデンス —西園寺三兄弟—』関連曲                                                    |
| 2018年2月21日  | 青春インターリュード/Now on dream! | サンリオ男子 | 「青春インターリュード」 | テレビアニメ『サンリオ男子』オープニングテーマ                                                     |
| 2018年2月21日  | 青春インターリュード/Now on dream! | サンリオ男子 | 「Now on dream!」 | テレビアニメ『サンリオ男子』エンディングテーマ                                                     |
| 2018年2月21日  | 続『刀剣乱舞-花丸-』歌詠集 其の七 | 前田藤四郎（入江玲於奈）、鯰尾藤四郎（斉藤壮馬）、薬研藤四郎（山下誠一郎）、五虎退（粕谷雄太）、秋田藤四郎（山谷祥生）、乱藤四郎（山本和臣）、平野藤四郎（浅利遼太）、骨喰藤四郎（鈴木裕斗）、厚藤四郎（山下大輝）、博多藤四郎（大須賀純）、一期一振（田丸篤志）、後藤藤四郎（村田太志）、信濃藤四郎（小林裕介）、包丁藤四郎（宮田幸季） | 「鈴生り時にて」 | テレビアニメ『続 刀剣乱舞-花丸-』エンディングテーマ                                                |
| 2018年2月23日  | ダメプリ ANIME CARAVAN ED主題歌 リュゼ／メア「Light＆Shade」                                                                                            | リュゼ（斉藤壮馬）、メア（木村良平） | 「Light＆Shade」 | テレビアニメ『ダメプリ ANIME CARAVAN』エンディングテーマ                                           |
| 2018年2月23日  | TSUKIPRO THE ANIMATION Blu-ray/DVD 第3巻 エンディング主題歌CD                                                                                           | SolidS | 「Back On Track」 | テレビアニメ『TSUKIPRO THE ANIMATION』エンディングテーマ                                           |
| 2018年2月28日  | Heavenly Visitor | TRIGGER | 「Heavenly Visitor」 | テレビアニメ『アイドリッシュセブン』エンディングテーマ                                             |
| 2018年2月28日  | Heavenly Visitor | TRIGGER | 「DIAMOND FUSION」 | Webアニメ『アイドリッシュセブン Vibrato』挿入歌                                                    |
| 2018年3月8日   | PSV フォルティッシモ 主題歌「フォリラ/fes.CINDERELLA」                                                                                                  | forttê | 「フォリラ」 「fes.CINDERELLA」 | ゲーム『フォルティッシモ』主題歌                                                                   |
| 2018年3月21日  | サンリオ男子 ORIGINAL SOUNDTRACK | サンリオ男子 | 「心に花束を」 | テレビアニメ『サンリオ男子』挿入歌                                                                 |
| 2018年4月4日   | アイ★チュウ 3rdアルバム「fleur」 | 天上天下 | 「世直し忍者」 | ゲーム『アイ★チュウ』関連曲                                                                        |
| 2018年4月27日  | TSUKIPRO THE ANIMATION Blu-ray/DVD 第5巻 エンディング主題歌CD                                                                                           | SolidS | 「運命を越える"Venga"」 | テレビアニメ『TSUKIPRO THE ANIMATION』エンディングテーマ                                           |
| 2018年5月16日  | ディア♥ヴォーカリスト Xtreme エントリーNo.3 ジュダ | JUDAH（斉藤壮馬） | 「(Dis)Appeared」 「ロンギング」 | 『ディア♥ヴォーカリスト』関連曲                                                                    |
| 2018年5月25日  | 劇場版 Dance with Devils-Fortuna- BD・DVD特典CD | PENTACLE★★ | 「光れCAROL」 | ゲーム『Dance with Devils My Carol』主題歌                                                         |
| 2018年5月25日  | SQ SolidS 「RE:START」 シリーズ1 | 篁志季（江口拓也）、奥井翼（斉藤壮馬） | 「LADY JOKER」 | 『SQ』関連曲                                                                                       |
| 2018年6月6日   | KING OF PRISM RUSH SONG COLLECTION -RED NIGHT VAMPIRE-                                                                                                  | 太刀花ユキノジョウ（斉藤壮馬）、鷹梁ミナト（五十嵐雅）、涼野ユウ（内田雄馬） | 「氷上白浪男」 | ゲーム『KING OF PRISM プリズムラッシュ！LIVE』関連曲                                               |
| 2018年6月15日  | TSUKIPRO THE ANIMATION BD・DVD第7巻特典CD | SOARA、Growth、SolidS、QUELL | 「Dear Dreamer,」 | テレビアニメ『TSUKIPRO THE ANIMATION』エンディングテーマ                                           |
| 2018年7月7日   | Welcome, Future World!!! | Re:vale、TRIGGER、IDOLiSH7 | 「Welcome, Future World!!! (short ver.)」 | ゲーム『アイドリッシュセブン』関連曲                                                               |
| 2018年7月18日  | Fling Posse VS 麻天狼 | Fling Posse、麻天狼 | 「BATTLE BATTLE BATTLE」 | 『ヒプノシスマイク』関連曲                                                                         |
| 2018年7月18日  | Fling Posse VS 麻天狼 | Fling Posse | 「Shibuya Marble Texture -PCCS-」 | 『ヒプノシスマイク』関連曲                                                                         |
| 2018年8月22日  | Noble Bullet 03 大坂の陣グループ | ヒデタダ（斉藤壮馬） | 「みぉ・あもーれ」 | ゲーム『千銃士』関連曲                                                                             |
| 2018年8月29日  | 「燃えてヒーロー」コレクション 小学生編 | 三杉淳（斉藤壮馬） | 「燃えてヒーロー」 | テレビアニメ『キャプテン翼』エンディングテーマ                                                     |
| 2018年8月29日  | 「燃えてヒーロー」コレクション 小学生編 | 大空翼（三瓶由布子）、若林源三（鈴村健一）、岬太郎（福原綾香）、日向小次郎（佐藤拓也）、三杉淳（斉藤壮馬） | 「燃えてヒーロー」 | テレビアニメ『キャプテン翼』エンディングテーマ                                                     |
| 2018年9月19日  | ディア♥ヴォーカリスト THE BEST Rock Out!!! #2 TYPE：B エーダッシュ・ジュダ・ユゥ                                                                        | JUDAH（斉藤壮馬） | 「2 of a Kind」 「New World 」 | 『ディア♥ヴォーカリスト』関連曲                                                                    |
| 2018年9月26日  | アイドリッシュセブン Collection Album vol.1 | 和泉一織（増田俊樹）、七瀬陸（小野賢章）、九条天（斉藤壮馬） | 「フレフレ！青春賛歌」 | ゲーム『アイドリッシュセブン』関連曲                                                               |
| 2018年10月31日 | ISBN 〜Inner Sound & Book's Narrative〜/Book-end, Happy-end                                                                                             | TECHNOBOYS PULCRAFT GREEN-FUND feat.本田（斉藤壮馬） | 「ISBN 〜Inner Sound & Book's Narrative〜」 | テレビアニメ『ガイコツ書店員 本田さん』オープニングテーマ                                          |
| 2018年11月14日 | MAD TRIGGER CREW VS 麻天狼 | Fling Posse | 「Shibuya Marble Texture -PCCS-（Candy Dazed remix）」 | 『ヒプノシスマイク』関連曲                                                                         |
| 2018年11月23日 | KING OF PRISM Rose Party 2018 アニミュゥモ特典CD | 一条シン（寺島惇太）、太刀花ユキノジョウ（斉藤壮馬）、十王院カケル（八代拓）、香賀美タイガ（畠中祐）、西園寺レオ（永塚拓馬）、鷹梁ミナト（五十嵐雅）、涼野ユウ（内田雄馬）、如月ルヰ（蒼井翔太）、大和アレクサンダー（武内駿輔） | 「ドラマチックLOVE Rose Party 2018 Ver」 | 劇場アニメ『KING OF PRISM by PrettyRhythm』関連曲                                                  |
| 2018年12月12日 | SSSS.GRIDMAN CHARACTER SONG.1 | 内海将（斉藤壮馬） | 「ウルトラセオリー」 | テレビアニメ『SSSS.GRIDMAN』関連曲                                                                 |
| 2018年12月19日 | 「燃えてヒーロー」コレクション 中学生編 | 日向小次郎（佐藤拓也）、三杉淳（斉藤壮馬） | 「燃えてヒーロー（中学生編アレンジ）」 | テレビアニメ『キャプテン翼』エンディングテーマ                                                     |
| 2018年12月19日 | 「燃えてヒーロー」コレクション 中学生編 | 大空翼（三瓶由布子）、日向小次郎（佐藤拓也）、若島津健（梅原裕一郎）、松山光（羽多野渉）、三杉淳（斉藤壮馬）、若林源三（鈴村健一）、岬太郎（福原綾香） | 「燃えてヒーロー（中学生編アレンジ）」 | テレビアニメ『キャプテン翼』エンディングテーマ                                                     |
| 2018年12月19日 | KING OF PRISM X'mas Winter Eyes / Happy Happy Birthday!                                                                                                 | 一条シン（寺島惇太）、太刀花ユキノジョウ（斉藤壮馬）、香賀美タイガ（畠中祐）、十王院カケル（八代拓）、鷹梁ミナト（五十嵐雅）、西園寺レオ（永塚拓馬）、涼野ユウ（内田雄馬） | 「Winter Eyes」 「Happy Happy Birthday!」 「ドラマチックLOVE -X'mas version-」                                                                                 | ゲーム『KING OF PRISM プリズムラッシュ！LIVE』関連曲                                               |
| 2019年1月25日  | SQ SolidS RE:START シリーズ3 | SolidS | 「DOPE↗ROCK」 | 『SQ』関連曲                                                                                       |
| 2019年2月27日  | あんさんぶるスターズ！アルバムシリーズ 2wink | 2wink | 「2wink Introduction」 「Play "Tag"」 | ゲーム『あんさんぶるスターズ！』関連曲                                                             |
| 2019年2月27日  | あんさんぶるスターズ！アルバムシリーズ 2wink | 葵ひなた（斉藤壮馬） | 「SwEeT MeLlOw MeLoDy」 | ゲーム『あんさんぶるスターズ！』関連曲                                                             |
| 2019年2月27日  | あんさんぶるスターズ！アルバムシリーズ 2wink | 葵ゆうた（斉藤壮馬） | 「SPYCY BREEZE」 | ゲーム『あんさんぶるスターズ！』関連曲                                                             |
| 2019年3月13日  | KING OF PRISM RUSH SONG COLLECTION -STAR MASQUERADE- | 太刀花ユキノジョウ（斉藤壮馬）、十王院カケル（八代拓） | 「パーリーモンスター百鬼夜行」 | ゲーム『KING OF PRISM プリズムラッシュ！LIVE』関連曲                                               |
| 2019年3月13日  | KING OF PRISM RUSH SONG COLLECTION -STAR MASQUERADE- | エーデルローズ新入生 | 「ドラマチックLOVE Thanks 1st anniversary REMIX」 | ゲーム『KING OF PRISM プリズムラッシュ！LIVE』関連曲                                               |
| 2019年3月20日  | アイ★チュウ BEST ALBUM アイ盤 | 天上天下 | 「今宵カフェーで逢ひましょう」 | ゲーム『アイ★チュウ』関連曲                                                                        |
| 2019年3月27日  | 夢色キャスト GENESIS Vocal Collection〜Storm of Vengeance〜                                                                                             | 黒木崚介（古川慎）、灰羽拓真（斉藤壮馬）、藍沢湧太郎（鈴村健一）、白椋れい（山下大輝）、朱道岳（平川大輔） | 「Phantom Rain」 「Dears for Fears」 | ゲーム『夢色キャスト』関連曲                                                                       |
| 2019年3月27日  | 夢色キャスト GENESIS Vocal Collection〜Storm of Vengeance〜                                                                                             | 灰羽拓真（斉藤壮馬） | 「孤独の城に降る雨よ」 | ゲーム『夢色キャスト』関連曲                                                                       |
| 2019年4月24日  | Shiny Seven Stars!/366LOVEダイアリー | 一条シン（寺島惇太）、太刀花ユキノジョウ（斉藤壮馬）、香賀美タイガ（畠中祐）、十王院カケル（八代拓）、鷹梁ミナト（五十嵐雅）、西園寺レオ（永塚拓馬）、涼野ユウ（内田雄馬） | 「Shiny Seven Stars!」 | テレビアニメ『KING OF PRISM -Shiny Seven Stars-』オープニングテーマ                                |
| 2019年4月24日  | Shiny Seven Stars!/366LOVEダイアリー | 一条シン（寺島惇太）、太刀花ユキノジョウ（斉藤壮馬）、香賀美タイガ（畠中祐）、十王院カケル（八代拓）、鷹梁ミナト（五十嵐雅）、西園寺レオ（永塚拓馬）、涼野ユウ（内田雄馬） | 「366LOVEダイアリー」 | 劇場アニメ『KING OF PRISM -Shiny Seven Stars-』エンディングテーマ                                  |
| 2019年4月24日  | Enter the Hypnosis Microphone | Division All Stars | 「Hoodstar」 「ヒプノシスマイク -Division Rap Battle-」 「ヒプノシスマイク -Division Battle Anthem-」                                                          | 『ヒプノシスマイク』関連曲                                                                         |
| 2019年4月24日  | Enter the Hypnosis Microphone | Fling Posse | 「Stella」 | 『ヒプノシスマイク』関連曲                                                                         |
| 2019年5月31日  | SQ SolidS RE:START シリーズ5 | 奥井翼（斉藤壮馬）、村瀬大（梅原裕一郎） | 「Kiss Me Quick」 | 『SQ』関連曲                                                                                       |
| 2019年6月26日  | KING OF PRISM -Shiny Seven Stars- マイソングシングルシリーズ 太刀花ユキノジョウ                                                                         | 太刀花ユキノジョウ（斉藤壮馬） | 「百花繚乱」 | テレビアニメ『KING OF PRISM -Shiny Seven Stars-』挿入歌                                            |
| 2019年6月26日  | KING OF PRISM -Shiny Seven Stars- マイソングシングルシリーズ 太刀花ユキノジョウ                                                                         | 太刀花ユキノジョウ（斉藤壮馬） | 「寒い夜だから…」 | テレビアニメ『KING OF PRISM -Shiny Seven Stars-』エンディングテーマ                                |
| 2019年6月28日  | CRAZY×ALIVE!! | 西園寺藤（武内駿輔）、西園寺藍（八代拓）、西園寺玄（斉藤壮馬）、有栖川一悦（木村良平）、有栖川二巴（前野智昭）、有栖川三織（石川界人） | 「CRAZY×ALIVE!!」 | ドラマCD『俺様レジデンス CRAZY×ALIVE!!』主題歌                                                     |
| 2019年6月28日  | CRAZY×ALIVE!! | 西園寺玄（斉藤壮馬） | 「CRAZY×ALIVE!!」 | ドラマCD『俺様レジデンス CRAZY×ALIVE!!』関連曲                                                     |
| 2019年7月3日   | ☆3rd SHOW TIME 1☆ 星谷悠太&華桜会 | 華桜会 | 「我ら、綾薙学園華桜会〜Next-Generation〜」 | テレビアニメ『スタミュ』第3期挿入歌                                                                |
| 2019年7月9日   | Wonderful Octave 九条天 | 九条天（斉藤壮馬） | 「Up to the nines」 「Wonderful Octave」 | ゲーム『アイドリッシュセブン』関連曲                                                               |
| 2019年7月26日  | SQ SolidS RE:START シリーズ6 | SolidS | 「I AM A BARTENDER」 | 『SQ』関連曲                                                                                       |
| 2019年8月7日   | KING OF PRISM -Shiny Seven Stars- マイソングシングルシリーズ 一条シン・太刀花ユキノジョウ・香賀美タイガ・十王院カケル・鷹梁ミナト・西園寺レオ・涼野ユウ | 一条シン（寺島惇太）、太刀花ユキノジョウ（斉藤壮馬）、香賀美タイガ（畠中祐）、十王院カケル（八代拓）、鷹梁ミナト（五十嵐雅）、西園寺レオ（永塚拓馬）、涼野ユウ（内田雄馬） | 「ナナイロノチカイ！ -Brilliant oath-」 | テレビアニメ『KING OF PRISM -Shiny Seven Stars-』挿入歌                                            |
| 2019年8月7日   | KING OF PRISM -Shiny Seven Stars- マイソングシングルシリーズ 一条シン・太刀花ユキノジョウ・香賀美タイガ・十王院カケル・鷹梁ミナト・西園寺レオ・涼野ユウ | 一条シン（寺島惇太）、太刀花ユキノジョウ（斉藤壮馬）、香賀美タイガ（畠中祐）、十王院カケル（八代拓）、鷹梁ミナト（五十嵐雅）、西園寺レオ（永塚拓馬）、涼野ユウ（内田雄馬） | 「BOY MEETS GIRL」 | テレビアニメ『KING OF PRISM -Shiny Seven Stars-』エンディングテーマ                                |
| 2019年8月14日  | Stars' Ensemble! | 夢ノ咲ドリームスターズ | 「Stars' Ensemble!」 | テレビアニメ『あんさんぶるスターズ！』オープニングテーマ                                           |
| 2019年8月21日  | ☆3rd SHOW TIME 8☆ 冬沢 亮×千秋貴史&春日野×入夏 | 冬沢亮（斉藤壮馬）、千秋貴史（小西克幸） | 「two of us」 | テレビアニメ『スタミュ』第3期挿入歌                                                                |
| 2019年9月4日   | ☆3rd SHOW TIME 10☆ team鳳&華桜会 | 華桜会 | 「サウンドロスト」 | テレビアニメ『スタミュ』関連曲                                                                     |
| 2019年9月5日   | ヒプノシスマイク -Alternative Rap Battle- | Division All Stars | 「ヒプノシスマイク -Alternative Rap Battle-」 | ゲーム『ヒプノシスマイク -Alternative Rap Battle-』主題歌                                          |
| 2019年9月11日  | ☆3rd SHOW TIME 11☆星谷×辰己×四季×冬沢&team鳳 | 星谷悠太（花江夏樹）、辰己琉唯（岡本信彦）、四季斗真（浪川大輔）、冬沢亮（斉藤壮馬） | 「SUREFIRE〜ヒカリへツナゲ〜」 | テレビアニメ『スタミュ』第3期挿入歌                                                                |
| 2019年9月18日  | ディア♥ヴォーカリスト Evolve エントリーNo.3 ジュダ | JUDAH（斉藤壮馬） | 「最愛」 「インビジブルマン」 | 『ディア♥ヴォーカリスト』関連曲                                                                    |
| 2019年9月27日  | KING OF PRISM -Shiny Seven Stars- BD / DVD 全巻購入特典「PRISM COVERS COLLECTION -アニミュゥモ盤-」                                                     | 太刀花ユキノジョウ（斉藤壮馬）、香賀美タイガ（畠中祐） | 「寒い夜だから…」 | テレビアニメ『KING OF PRISM -Shiny Seven Stars-』関連曲                                            |
| 2019年10月23日 | あんさんぶるスターズ！ EDテーマ集 VOL.03 | 2wink | 「Mischievous Party Time!!」 | テレビアニメ『あんさんぶるスターズ！』エンディングテーマ                                           |
| 2019年10月30日 | キミだけにモテたいんだ。 | 小田原城星高校モテメン部 | 「ハイスクールプリンセス」 | 劇場アニメ『キミだけにモテたいんだ。』主題歌                                                       |
| 2019年11月7日  | テレビアニメ『スタミュ』第3期 Blu-ray＆DVD 第4巻 特典CD                                                                                                 | 冬沢亮（斉藤壮馬） | 「Silent Noise」 | テレビアニメ『スタミュ』関連曲                                                                     |
| 2020年1月29日  | Crescent rise | TRIGGER | 「Crescent rise」 「Treasure!」 | ゲーム『アイドリッシュセブン』関連曲                                                               |
| 2020年1月29日  | CharadeManiacs キャラクターソング&ドラマ Vol.3 | 明瀬キョウヤ（斉藤壮馬） | 「HERO」 | ゲーム『CharadeManiacs』関連曲                                                                     |
| 2020年2月25日  | ギヴン -given- 5 Live edition | 佐藤真冬（斉藤壮馬） | 「夜のむこう」 「夜のむこう Live edition」 | ドラマCD『ギヴン -given-』関連曲                                                                   |
| 2020年2月26日  | Fling Posse -Before The 2nd D.R.B- | 夢野幻太郎（斉藤壮馬） | 「蕚」 | 『ヒプノシスマイク』関連曲                                                                         |
| 2020年3月25日  | LOVEグラフィティ | SePTENTRION | 「LOVEグラフィティ」 | 劇場アニメ『KING OF PRISM ALL STARS -プリズムショー☆ベストテン-』主題歌                            |
| 2020年3月25日  | LOVEグラフィティ | KING OF PRISM ALL STARS | 「ドラマチックLOVE -ALLSTARS THANKS ver.-」 | 劇場アニメ『KING OF PRISM ALL STARS -プリズムショー☆ベストテン-』関連曲                            |
| 2020年3月25日  | うちタマ?! 〜うちのタマ知りませんか？〜 ボーカルコレクション                                                                                            | 岡本タマ（斉藤壮馬） | 「ひだまりを探して」 | テレビアニメ『うちタマ?! 〜うちのタマ知りませんか？〜』エンディングテーマ                          |
| 2020年3月25日  | うちタマ?! 〜うちのタマ知りませんか？〜 オリジナルサウンドトラック                                                                                      | 3丁目オールスターズ | 「3丁目のテーマ」 | テレビアニメ『うちタマ?! 〜うちのタマ知りませんか？〜』エンディングテーマ                          |
| 2020年4月24日  | SQ「CARDS」シリーズ 2巻 SolidS「DIAMOND」 | SolidS | 「GAME IS MINE」 「Timeless」 | 『SQ』関連曲                                                                                       |
| 2020年4月25日  | ヒプノシスマイク -Division Rap Battle- side F.P & M 第3巻限定版特典CD                                                                                   | 夢野幻太郎（斉藤壮馬）、有栖川帝統（野津山幸宏） | 「Once Upon a Time in Shibuya」 | 漫画『ヒプノシスマイク -Division Rap Battle- side F.P & M』関連曲                                  |
| 2020年7月17日  | Survival of the Illest | Division All Stars | 「Survival of the Illest」 | ゲーム『ヒプノシスマイク -Alternative Rap Battle-』オープニングテーマ                              |
| 2020年8月26日  | BRAND NEW STARS!! | ESオールスターズ | 「BRAND NEW STARS!!」 | ゲーム『あんさんぶるスターズ!!』主題歌                                                             |
| 2020年8月26日  | BRAND NEW STARS!! | ESオールスターズ | 「Walk with your smile」 | ゲーム『あんさんぶるスターズ!!』関連曲                                                             |
| 2020年8月28日  | Dear Dreamer, ver.SolidS | SolidS | 「Dear Dreamer,」 | テレビアニメ『TSUKIPRO THE ANIMATION』関連曲                                                       |
| 2020年9月2日   | ヒプノシスマイク-Division Rap Battle- Official Guide Book 初回限定版特典CD                                                                              | Division All Stars | 「SUMMIT OF DIVISIONS」 | 『ヒプノシスマイク』関連曲                                                                         |
| 2020年11月1日  | HYPSTER'S LIMITED | Division All Stars | 「ヒプノシスマイク -Division Rap Battle- +」 「ヒプノシスマイク -Division Battle Anthem- +」 「ヒプノシスマイク(D.R.B vs D.B.A)+ HYPSTER MASHUP by TeddyLoid」 | 『ヒプノシスマイク』関連曲                                                                         |
| 2020年11月18日 | My Precious World | TRIGGER | 「My Precious World」 | ゲーム『アイドリッシュセブン』関連曲                                                               |
| 2020年11月27日 | SQ Neo X Lied vol.2 翼&壱流 | 奥井翼（斉藤壮馬）、久我壱流（野上翔） | 「新たなCOLOR」 | 『SQ』関連曲                                                                                       |
| 2020年12月23日 | OUVERTURE | 天上天下 | 「月光華」 | ゲーム『アイ★チュウ Étoile Stage』関連曲                                                           |
| 2020年12月23日 | PERFECTION NOISE Vol.2 一条瀬那 | 一条瀬那（斉藤壮馬） | 「Turning Point」 | ドラマCD『PERFECTION NOISE』関連曲                                                                 |
| 2021年1月8日   | KING OF PRISM BEST ALBUM "Music Goes On!" | 太刀花ユキノジョウ（斉藤壮馬） | 「Happy Happy Birthday!」 | ゲーム『KING OF PRISM プリズムラッシュ！LIVE』関連曲                                               |
| 2021年1月8日   | KING OF PRISM BEST ALBUM "Music Goes On!" | Edel Rose Stars | 「BOY MEETS GIRL」 | 『KING OF PRISM』シリーズ関連曲                                                                    |
| 2021年1月13日  | Straight Outta Rhyme Anima | Division All Stars | 「ヒプノシスマイク -Rhyme Anima-」 | テレビアニメ『ヒプノシスマイク-Division Rap Battle-』Rhyme Animaオープニングテーマ                 |
| 2021年1月13日  | Straight Outta Rhyme Anima | Division All Stars | 「絆」 | テレビアニメ『ヒプノシスマイク-Division Rap Battle-』Rhyme Animaエンディングテーマ                 |
| 2021年1月13日  | Straight Outta Rhyme Anima | Division All Stars | 「Rhyme Anima's Mixtape」 | テレビアニメ『ヒプノシスマイク-Division Rap Battle-』Rhyme Anima劇中RAP                            |
| 2021年1月13日  | Straight Outta Rhyme Anima | Fling Posse | 「SHIBUYA GHOST NIGHT」 「JACKPOT!」 | テレビアニメ『ヒプノシスマイク-Division Rap Battle-』Rhyme Anima劇中RAP                            |
| 2021年1月13日  | Straight Outta Rhyme Anima | Fling Posse、麻天狼 | 「D.R.B Rhyme Anima -2nd Battle- Fling Posse VS 麻天狼」 | テレビアニメ『ヒプノシスマイク-Division Rap Battle-』Rhyme Anima劇中RAP                            |
| 2021年1月13日  | BEYOND THE SHiNE | TRIGGER | 「Last Dimension (Symphonic Edition)」 | テレビアニメ『アイドリッシュセブン Second BEAT!』挿入歌                                            |
| 2021年1月13日  | BEYOND THE SHiNE | TRIGGER、IDOLiSH7 | 「激情」 | テレビアニメ『アイドリッシュセブン Second BEAT!』挿入歌                                            |
| 2021年2月24日  | 一番星 | アイチュウ | 「一番星の歌〜未来のレジェンド伝説〜」 | テレビアニメ『アイ★チュウ』オープニングテーマ                                                      |
| 2021年3月10日  | あんさんぶるスターズ!! ESアイドルソング season1 2wink                                                                                                   | 2wink | 「Fighting Dreamer」 「BRAND NEW STARS!!」 | ゲーム『あんさんぶるスターズ!!』関連曲                                                             |
| 2021年3月24日  | 「ディア♥ヴォーカリスト Raving Beats!!!」 篝火 Vo.ジュダ                                                                                                | JUDAH（斉藤壮馬） | 「ディスプレイ」 「仮説」 「MY BLEACH」 | 『ディア♥ヴォーカリスト』関連曲                                                                    |
| 2021年3月24日  | Fling Posse VS MAD TRIGGER CREW | Fling Posse、MAD TRIGGER CREW | 「Reason to FIGHT」 | 『ヒプノシスマイク』関連曲                                                                         |
| 2021年3月24日  | Fling Posse VS MAD TRIGGER CREW | Fling Posse | 「Black Journey」 | 『ヒプノシスマイク』関連曲                                                                         |
| 2021年4月23日  | ヒプノシスマイク -Glory or Dust- | Division All Stars | 「ヒプノシスマイク -Glory or Dust-」 | 『ヒプノシスマイク』関連曲                                                                         |
| 2021年5月28日  | welcome to my ERA | 大正（立花慎之介）、昭和（梅原裕一郎）、平成（江口拓也）、令和（斉藤壮馬） | 「welcome to my ERA」 | 『元号男子』関連曲                                                                                 |
| 2021年6月18日  | Survival of the Illest + | Division All Stars | 「Survival of the Illest +」 | ゲーム『ヒプノシスマイク -Alternative Rap Battle-』オープニングテーマ                              |
| 2021年6月23日  | FUSIONIC STARS!! | ESオールスターズ | 「FUSIONIC STARS!!」 | ゲーム『あんさんぶるスターズ!!』関連曲                                                             |
| 2021年6月23日  | VARIANT | TRIGGER | 「VARIANT」 「バラツユ」 | ゲーム『アイドリッシュセブン』関連曲                                                               |
| 2021年7月9日   | LOVE 'Em ALL | SolidS | 「LOVE 'Em ALL」 | テレビアニメ『TSUKIPRO THE ANIMATION 2』主題歌                                                     |
| 2021年7月14日  | PLACES | TRIGGER | 「PLACES」 | テレビアニメ『アイドリッシュセブン Third BEAT!』エンディングテーマ                                 |
| 2021年7月14日  | PLACES | TRIGGER | 「Smile Again」 | テレビアニメ『アイドリッシュセブン Third BEAT!』関連曲                                             |
| 2021年7月16日  | Hang out! | Division All Stars | 「Hang out!」 | ゲーム『ヒプノシスマイク -Alternative Rap Battle-』主題歌                                          |
| 2021年7月30日  | 東京カラーソニック!! Prologue | 小宮山嵐（千葉翔也）、宝田伊織（斉藤壮馬）、瀬文永久（梶原岳人）、倉橋海吏（武内駿輔） | 「Begin on buddy」 | 『東京カラーソニック!!』関連曲                                                                     |
| 2021年8月18日  | スケートリーディング☆スターズ キャラクターソングミニアルバム〈2〉                                                                                       | Mi*Leon feat. NOA［久遠寺夢空（斉藤壮馬）］ | 「リンクのラブパッション☆」 | テレビアニメ『スケートリーディング☆スターズ』関連曲                                                |
| 2021年9月8日   | Buster Bros!!! VS 麻天狼 VS Fling Posse | Buster Bros!!!、麻天狼、Fling Posse | 「SHOWDOWN」 | 『ヒプノシスマイク』関連曲                                                                         |
| 2021年9月8日   | Buster Bros!!! VS 麻天狼 VS Fling Posse | Division All Stars | 「Hoodstar +」 「2nd D.R.B NON-STOP DIVISION MIX」 | 『ヒプノシスマイク』関連曲                                                                         |
| 2021年9月22日  | ヒプノシスマイク -Division Rap Battle- side F.P & M+ 第1巻限定版特典CD                                                                                  | 夢野幻太郎（斉藤壮馬）、有栖川帝統（野津山幸宏） | 「奇術館の殺人」 | 漫画『ヒプノシスマイク -Division Rap Battle- side F.P & M+』関連曲                                 |
| 2021年10月4日  | Blast it! -Short Ver.- | RE-O-DO（増田俊樹）、JOSHUA（島﨑信長）、JUDAH（斉藤壮馬）、2(YOU)（花江夏樹）、MOMOCHI（豊永利行）、A'（木村良平） | 「Blast it! -Short Ver.-」 | 『ディア♥ヴォーカリスト』関連曲                                                                    |
| 2021年10月6日  | 6つのカケラ | 折川悠李（仲村宗悟）、峰岸忍（増田俊樹）、加賀谷晴輝（古川慎）、四ノ森明希人（西山宏太朗）、郡司薫（斉藤壮馬）、佐山正宗（江口拓也） | 「6つのカケラ」 | ボイスドラマ『メゾン ハンダース』主題歌                                                            |
| 2021年11月26日 | TSUKIPRO THE ANIMATION2 BD・DVD第1巻特典CD | SolidS | 「KAN-ZEN-OFF-MODE」 | テレビアニメ『TSUKIPRO THE ANIMATION2』エンディングテーマ                                          |
| 2022年1月28日  | TSUKIPRO THE ANIMATION2 BD・DVD第3巻特典CD | 在原守人（小野友樹）、神楽坂宗司（古川慎）、八重樫剣介（山谷祥生）、桜庭涼太（山下大輝）、篁志季（江口拓也）、奥井翼（斉藤壮馬） | 「名残鬼」 | テレビアニメ『TSUKIPRO THE ANIMATION2』エンディングテーマ                                          |
| 2022年2月23日  | 佐々木と宮野 キャラクターソングシングル | 佐々木秀鳴（白井悠介）、宮野由美（斉藤壮馬） | 「いちごサンセット」 | テレビアニメ『佐々木と宮野』エンディングテーマ                                                     |
| 2022年2月23日  | FT4 | Full Throttle4 | 「WELCOME SICKS」 | 『告白実行委員会〜アイドルシリーズ〜』関連曲                                                       |
| 2022年2月23日  | FT4 | Full Throttle4 | 「BROTHER」 「LOVE ANTHEM」 「TO FAMILY」 「BLUE」 「FAKE STAR」 「TIME LINE」 「Dear LAYLA」 「Alive」 「GOOD BYE」                                           | 『告白実行委員会〜アイドルシリーズ〜』関連曲                                                       |
| 2022年2月23日  | FT4 | Full Throttle4、philo | 「TASTE」 | 『告白実行委員会〜アイドルシリーズ〜』関連曲                                                       |
| 2022年3月9日   | あんさんぶるスターズ!! FUSION UNIT SERIES 07 Crazy:B × 2wink                                                                                            | Crazy:B、2wink | 「LEMON SQUASH CHEERS!」 | ゲーム『あんさんぶるスターズ!!』関連曲                                                             |
| 2022年3月9日   | あんさんぶるスターズ!! FUSION UNIT SERIES 07 Crazy:B × 2wink                                                                                            | 2wink | 「FUSIONIC STARS!!」 | ゲーム『あんさんぶるスターズ!!』関連曲                                                             |
| 2022年4月29日  | TSUKIPRO THE ANIMATION2 BD・DVD第6巻特典CD | SolidS | 「髪飾りとコサージュ」 | テレビアニメ『TSUKIPRO THE ANIMATION2』エンディングテーマ                                          |
| 2022年7月27日  | ディア♥ヴォーカリスト Unlimited エントリーNo.3 ジュダ                                                                                                   | JUDAH（斉藤壮馬） | 「狼煙」 「meant to be」 | 『ディア♥ヴォーカリスト』関連曲                                                                    |
| 2022年7月29日  | ヒロインたるもの！〜嫌われヒロインと内緒のお仕事〜 BD / DVD 第1巻完全生産限定版特典特典CD                                                               | Full Throttle4 feat. LIP×LIP | 「新時代」 | テレビアニメ『ヒロインたるもの!〜嫌われヒロインと内緒のお仕事〜』関連曲                            |
| 2022年9月9日   | あんさんぶるスターズ!! COVER SONG SERIES vol.3 | Switch、2wink | 「Tell Your World」 | ゲーム『あんさんぶるスターズ!!』関連曲                                                             |
| 2022年12月14日 | ブルーロック キャラクターソングミニアルバム vol.1 | TEAM Z | 「The Last One」 | テレビアニメ『ブルーロック』関連曲                                                                 |
| 2022年12月14日 | ブルーロック キャラクターソングミニアルバム vol.1 | 潔世一（浦和希）、蜂楽廻（海渡翼）、國神錬介（小野友樹）、千切豹馬（斉藤壮馬） | 「Beyond the Image」 | テレビアニメ『ブルーロック』関連曲                                                                 |
| 2023年3月17日  | あんさんぶるスターズ!! シャッフルユニットソングコレクション vol.03                                                                                      | BLEND+ | 「Heart aid Cafeteria」 | ゲーム『あんさんぶるスターズ!!』関連曲                                                             |
| 2023年6月19日  | TVアニメ「アストロノオト」全曲集 | 豪徳寺ミラ（内田真礼）、宮坂拓己（斉藤壮馬） | 「ココロのカギ」 | テレビアニメ『アストロノオト』エンディングテーマ                                                   |
| 2024年6月26日  | Stars' Ensemble! | 夢ノ咲ドリームスターズ | 「Stars' Ensemble!」 | ゲーム『あんさんぶるスターズ!!』関連曲                                                             |
| 2024年6月26日  | BRAND NEW STARS!! | ESオールスターズ | 「BRAND NEW STARS!!」 「Walk with your smile」 | ゲーム『あんさんぶるスターズ!!』関連曲                                                             |
| 2024年6月26日  | FUSIONIC STARS!! | ESオールスターズ | 「FUSIONIC STARS!!」 | ゲーム『あんさんぶるスターズ!!』関連曲                                                             |
| 2024年8月14日  | アニメ『刀剣乱舞 廻』キャラクターソングアルバム | 三日月宗近（鳥海浩輔）、山姥切国広（前野智昭）、宗三左文字（泰勇気）、不動行光（阪口大助）、へし切長谷部（新垣樽助）、薬研藤四郎（山下誠一郎）、江雪左文字（佐藤拓也）、小夜左文字（村瀬歩）、一期一振（田丸篤志）、鯰尾藤四郎（斉藤壮馬）、燭台切光忠（佐藤拓也）、鶴丸国永（斉藤壮馬）                                                 | 「DAYBREAK」 | テレビアニメ『刀剣乱舞 廻 -虚伝 燃ゆる本能寺-』エンディングテーマ                                  |
| 2024年8月14日  | アニメ『刀剣乱舞 廻』キャラクターソングアルバム | 鯰尾藤四郎（斉藤壮馬） | 「DAYBREAK」 | テレビアニメ『刀剣乱舞 廻 -虚伝 燃ゆる本能寺-』関連曲                                              |
| 2024年8月14日  | アニメ『刀剣乱舞 廻』キャラクターソングアルバム | 鶴丸国永（斉藤壮馬） | 「DAYBREAK〜叙情 arr.〜」 | テレビアニメ『刀剣乱舞 廻 -虚伝 燃ゆる本能寺-』関連曲                                              |
| 2024年8月14日  | アニメ『刀剣乱舞 廻』キャラクターソングアルバム | へし切長谷部（新垣樽助）、山姥切国広（前野智昭）、鶴丸国永（斉藤壮馬）、燭台切光忠（佐藤拓也）、同田貫正国（櫻井トオル）、大倶利伽羅（古川慎） | 「望郷」 | テレビアニメ『刀剣乱舞 廻 -虚伝 燃ゆる本能寺-』関連曲                                              |
| 2024年9月18日  | KING OF PRISM -Dramatic PRISM.1-「We are SePTENTRION!!!!!!!」                                                                                           | SePTENTRION | 「LINK WORLD」 | 劇場アニメ『KING OF PRISM -Dramatic PRISM.1-』主題歌                                               |
| 2025年8月20日  | 『KING OF PRISM-Your Endless Call-み〜んなきらめけ！プリズム☆ツアーズ』Song Collection                                                                  | SePTENTRION、WITH | 「BOY MEETS GIRL -SePTENTRION＆WITH ver.-」 | 劇場アニメ『KING OF PRISM-Your Endless Call-み〜んなきらめけ!プリズム☆ツアーズ』挿入歌             |
| 2025年8月20日  | KING OF PRISM『ラブパラ! -Endless Love,Love-/Sparkling Days』                                                                                           | SePTENTRION | 「ラブパラ! -Endless Love,Love-」 | 劇場アニメ『KING OF PRISM-Your Endless Call-み〜んなきらめけ!プリズム☆ツアーズ』挿入歌             |
| 2025年8月20日  | KING OF PRISM『ラブパラ! -Endless Love,Love-/Sparkling Days』                                                                                           | SePTENTRION | 「Sparkling Days -Over the silence ver.-」 「Sparkling Days -Key to my secret ver」 「Sparkling Days -Pure voice ver.-」 「Sparkling Days -BIG LOVE ver.-」    | 劇場アニメ『KING OF PRISM-Your Endless Call-み〜んなきらめけ!プリズム☆ツアーズ』エンディングテーマ |

### その他参加楽曲
| 発売日        | 商品名                                   | 歌                                                               | 楽曲                           | 備考                                                           |
| ------------- | ---------------------------------------- | ---------------------------------------------------------------- | ------------------------------ | -------------------------------------------------------------- |
| 2017年6月30日 | 江口拓也の俺癒&西山宏太朗の健僕 主題歌集 | Tバッカーズ                                                      | 「Stand by you!」              | テレビ番組『江口拓也の俺たちだっても〜っと癒されたい！』挿入歌 |
| 2021年9月21日 | 「Congrats!!」                           | 内田雄馬、石川界人、榎木淳弥、斉藤壮馬、畠中祐、花江夏樹、八代拓 | 「Congrats!!（with Friends）」 |                                                                |

## 書籍
- 健康で文化的な最低限度の生活（2018年10月31日、KADOKAWA）[762]
- SOMA SAITO 本にまつわるエトセトラ PHOTO BOOK（2019年1月23日、双葉社）[763]